# 少年陰陽師
『少年陰陽師』（しょうねんおんみょうじ）は、結城光流による日本の小説。イラスト担当はあさぎ桜、伊東七つ生。角川ビーンズ文庫（角川書店→KADOKAWA）より2001年12月から刊行されている。2025年6月時点で電子版を含めたシリーズ累計部数は630万部を突破している。
2004年にドラマCD化されたのを皮切りに、様々なメディアミックス展開がなされている。詳細は後述の項を参照。また、2006年10月から2007年3月までテレビアニメが放送されていた。

## あらすじ
時は平安。安倍昌浩は、稀代の大陰陽師安倍晴明（じい様）の末の孫で、陰陽師。といってもまだまだ半人前。よき（?）相棒の物の怪（愛称もっくん）と、じい様におちょくられながら、修行に励む日々。ある時は、異邦の大妖怪を倒し、またある時は、黄泉の屍鬼の大群から都を救う。そんな中、またもや昌浩の周りで奇怪なことが起こる。

## 登場人物
声の項は一部を除き、ドラマCD・アニメ共通の出演者である。

### 主要人物

#### 安倍家
安倍昌浩（あべの まさひろ）
声 - 甲斐田ゆき
本作の主人公。安倍晴明の末の孫であり、祖父譲りの強い霊力を持つ安倍晴明の唯一の後継者ではあるが、「晴明の孫」と言われるのが何よりも嫌いで、言われる度に「孫、言うなっ!!」と怒鳴っている。安倍家の中で若菜の面影を強く受け継いでいる。年齢は窮奇編で13歳、風音編で14歳、籠目編で15歳、尸櫻編で17→18歳。
晴明以外で唯一天狐の血が濃く顕れたため、力の強い妖から昌浩を守るため晴明が昌浩の初の妖怪退治までその力を封印していたほどに霊力が強く、その才能は安倍家でも群を抜いている。凶将騰蛇を恐れない数少ない人間で、「誰も傷付けない、誰も犠牲にしない最高の陰陽師」になることを約束し、騰蛇を「紅蓮」の名で呼ぶ権利を持つと同時に、もっくんとは深い絆で結ばれていて大切に想っている。自身の修行を兼ねて都の平安を守るため夜警に出る際には必ず相棒である物の怪のもっくん（紅蓮）を伴っていく。
素直で優しく、負けず嫌いで正義感が強い。いささか天然な面（特に恋愛）もある。生涯をかけて守り通すと彰子と約束し、その通り彼女の危機には必ず駆け、命をも顧みない行動をおこす。彰子のことをとても大切に想っており、彼女のこととなると、後先考えずに突っ走る傾向がある。当初は無自覚であったが、徐々に彰子に対し恋愛感情の自覚を持つようになる。彼女の事でもっくんや成親達にからかわれ、しばしば硬直したり、取り乱したりしている。昌浩が持っている匂い袋は彰子からの贈物で、肌身離さず常に持ち歩き、大事にしている。
藤原彰子（ふじわらの あきこ）
声 - 小林沙苗
本作のヒロイン。藤原道長の一の姫（史実では、一条天皇の中宮）。 歳は昌浩より1歳下の13歳（満12歳）。優しく温厚な性格で誰にでも好かれ、その人柄は十二神将達にも好意的に取られ認められている。常に自分にできることはないかと考えており、それが彼女の美徳である。貴船の祭神も認めるほどの美貌の持ち主。弟の鶴君（たづぎみ）を「ちょっと乱暴だけど根はいい子」と評する。
晴明や昌浩をも超える当代一の見鬼の才を持ち、神将が穏形していても居場所を感知できる。そのすさまじい見鬼に紅蓮を初め、六合や玄武などの神将が感嘆していた。だが、その高い霊力のせいで度々敵に狙われる。
妖怪・窮奇に狙われた際、一生消えない呪詛を負い、入内せず安倍家に半永久的に滞在することとなった（異母姉妹の章子が代わりに入内することになる）。そのため素姓を知られてはいけない。名を伏せているため、事情を知っている者からは「藤花」と呼ばれることがある。安部家に来て間もない頃、その順応性の高さをもっくんに好評された。安倍家での生活に馴染んでおり、雑鬼たちと仲良くしたり、露樹に頼まれよく市に買出しに行ったりする。その際、天一や玄武などが護衛についていく。昌浩の出迎えなどをした際は、その姿が妻のようだと雑鬼達に冷やかされることもある。昌浩に憑依した高龗神に遭遇した後は、もっくんより神様講座を受けたりしている。彰子が愛用している瑪瑙の腕飾りは昌浩の贈物で大切にしている。
貴船で鶚と鵔に操られて昌浩を懐剣で刺したことを深く悔やんでおり、そのことが心の傷となっていた。
安倍晴明（あべの せいめい）
声 - 麦人（じい様）、石田彰（青年）
稀代の大陰陽師で昌浩の祖父。齢80間近だが、とても元気である。神に通ずる天狐・葛の葉（晶霞）を母に持ち、稀に見る霊力の強さを誇る。配下の十二神将を朋友（とも）と呼ぶ。一度決めたらてこでも動かず、十二神将たちがどれだけ反対しても我を通す。
末孫の昌浩を大事に思っていて、可愛がりながらもおちょくりすぎたせいか、怒らせたり「古だぬき」・「たぬき爺」と呼ばれたりする。しかし大切な時には頼りになる存在。離魂術で一番霊力が高かった頃の姿をとることが可能だが、大量の霊力を消耗し心身に負担をかけるため、十二神将たち（特に青龍と天后）には怒られている。彰子には客人というより孫娘に近い感情を抱いており、雑鬼に臆することもなく他愛もなく話しかけ、礼に菓子を振舞う彰子に実に面白い姫君と評して温かく見守る。優しい眼差しで、昌浩と彰子の幸せを願っている。
十二神将を式に下した直後、冥府の官吏・小野篁と最初にして最悪の邂逅をした。その当時は血気盛んな20代だったので激昂したが、今では「どう転んでもかなわない相手」だと素直に受け止め比較的穏やかに会話ができる。が、神将たちは自分の制止さえ蹴飛ばして一触即発となるので困っている。
安倍吉昌（あべの よしまさ）
声 - 新垣樽助
晴明の次男。晴明に似ず真面目な性格で、成親・昌親・昌浩たち三兄弟を父親として、優しく案じている。当初、紅蓮（騰蛇）が昌浩につくことに反対していたが、どのように昌浩についているのかを対面して知って言葉を失う程の衝撃を受けた。
陰陽寮における地位は天文博士で、子供たちを特別扱いしないように心がけている。が、晴明の命で隠密行動を取ると周囲の風評が悪くなる昌浩を案じ、陰陽頭を目指そうかと思っている。このあたり、吉昌は昌浩にかなり甘いのだが、本人に自覚はない。
安倍露樹（あべの つゆき）
声 - 重松朋
いつでも昌浩たち三兄弟を温かく見守る母親で、吉昌の妻。見鬼の才は無い。夫である吉昌とは幼馴染の間柄で不可思議な事柄には耐性があり、多少のことでは動じない女性である。彼女の方が2歳年上だが、吉昌は彼女と結婚できて幸せなんだろうな、と昌浩が思うくらいに夫婦仲は大変良い。彰子の高い身分にもなんとなく気づいているが、何も言わずに縫い物などを教える。
安倍成親（あべの なりちか）
声 - 神奈延年
安倍家の長男。昌浩とは14歳の年が離れた兄。その飄々としたたぬきぶりが最も晴明に似ていると言われている。祖父にも劣らぬ言動はときに昌浩を「石化」させる。口が達者で本気になると誰も勝てない。誤魔化しながらも嘘なしに昌浩には見鬼の才があるが不安定だと敏次に告げ、もっくんに「流石は参議の娘婿」と惜しみない賛辞を贈られた。
物心つく頃から、晴明の後継として立派な陰陽師になる努力を重ねてきたため、当代五指に入る実力がそなわっているが、昌浩が持って生まれた祖父の後継としての能力を認めた後は昌浩の将来のため心を砕き、彰子との未来のために着々と根回しをしている。
妻・篤子との間に6歳の長男・国成、5歳の次男・忠基、2歳の長女・瑛子がいる。行成は妻の幼馴染でもあり、彼とは親しく付き合っている。家族の前であろうと妻を名前ではなく「あれ」とか「北の方」と呼ぶため、昌浩は義姉の名前を知らずにいる。
暦博士であるが武術の心得もあり、朱雀と勾陣直伝の剣技を得意とする。
安倍昌親（あべの まさちか）
声 - 杉山紀彰
安倍家の次男。真面目な天文学生で、吉昌の血を濃く受け継いでいる。成親同様妻の家に入っており、妻・千鶴との間に2歳の娘・梓がいる。
武術の心得があり、太裳直伝の弓を得意とする。退魔術は苦手なため天文生に進んだ。昌浩が生まれるまでは、跡を継ぐであろう長兄成親の助力をするのが自分の役目だと思っていた。昌浩が見鬼の「目」を失ったときには、天文生には無用と「目」を昌浩に移し変えてもらえたら、と悩んでいたほど。
安倍若菜（あべの わかな）
声 - 鈴木菜穂子
晴明の妻で故人。見鬼の才を持っていたが、彰子とは異なり、十二神将や妖たちを見るたびに悲鳴をあげて晴明の後ろに隠れてしまい、そのせいで台所に入れなかったこともある。晴明のことを誰よりも理解し、深く愛し支えていた。泣き虫だが、晴明は彼女に一度も勝てたことはないらしい。
吉昌が3歳（満2歳）の時に病気でこの世を去るが、現在は三途の川を渡らず、冥府の役人に無理を言って川岸に留まり、晴明を見守り待ち続けている。そのため、彼岸の時期にも現世に戻ってくることはできない。橘家出身の姫で、冥府の官吏の親友・橘融の子孫である。昔、鬼人という大陸から来た妖に魅入られ、心を壊されて命を奪われかけたところを晴明に助けられた。それが彼らの馴れ初めである。この事件は晴明が十二神将を従えるきっかけにもなった。

#### 十二神将
紅蓮（ぐれん）/騰蛇（とうだ）
声 - 小西克幸
昌浩の護衛兼相棒。昌浩を何より大切に想っており、彼が危険に陥ると我を忘れてしまう。本性は、驚恐を司る十二神将最強にして最凶の闘将、煉獄の将・騰蛇（とうだ）。精悍な顔つきに、黒とも見紛う深い紅の髪と切れ長の黄金の双眸をもつ。褐色の肌で、一切の無駄のない逞しい体躯をしている。怒りや哀しみに我を忘れると金の眼が深紅に染まる。その身に纏う焔はあらゆるものを灰すら残さず無に帰す甚大苛烈な焔ゆえに地獄の業火と忌み嫌われる。抑制していてもこぼれ出る圧倒的な通力に人は恐れを抱き、同胞からすらも疎まれる。晴明に、彼の発する炎が水面に咲き誇る紅の蓮のようだと二つ名「紅蓮（ぐれん）」を与えられる。晴明のほかは昌浩のみがこの名前を呼ぶことを許された。晴明と出会う前は青龍以上に頑なで険があり誰とも心を通わそうとしなかった。
その絶大なる通力にあてられることにより、通常赤子は側にいるだけで熱を出すまで泣き全身で嫌悪するが、生まれたばかりの昌浩は幼い手を伸ばして指を掴み笑いかけてきた。この時を境に少しずつ変わっていき、晴明が昌浩を後継と定める前から常に昌浩を守っていた。昌浩は彼にとって闇を裂く光、行く先を示す導のような存在であるため、昌浩を守り同胞に同じ苦しみを味わわせるくらいなら何度でも理を冒す覚悟がある。
55年前に榎岦斎の縛魂術に操られて主である晴明を殺しかけ、術が解けて事実を知って逆上のあまり岦斎を殺そうとしてしまい、二度も理を犯す。そのため、元々あった同胞との溝はさらに深くなった。しかし、昌浩の誕生以降、変わっていく彼に対し六合や玄武などのように考え方を改めていく者もいる。
勾陣の二つ名をある理由から晴明から教えられて以来、言霊で呼ぶことで心を無条件に縛ってしまうのを避けるため、彼女を「勾」と呼んでいる。晴明でさえも知らなかった勾陣の利き手が左であることを知っていた。
もっくん
声 - 大谷育江 （ドラマCD窮奇編、風音編）、野田順子 （ドラマCD天狐編第1巻より、TVアニメ&ゲーム&番外編）
紅蓮が普段とっている異形の姿。大きな猫か小さな犬のような体躯と、長い耳とあいまって兎にも似たかわいい顔だが口は悪く態度もでかい。また、体毛は白だが、額の模様や首回りにある勾玉のような突起・瞳の色など赤い色がアクセントとなっている。この姿の時には悪ふざけをする、昌浩に対して文句をたれるなど、同胞の十二神将達でさえも驚く言動をしている。
昌浩に「物の怪のもっくん」と命名され、彰子にもそう呼ばれるが、「物の怪」の定義には当てはまらず、本人も嫌なので「物の怪」や「もっくん」と呼ばれると反論する。作中では物の怪と表記される。
誤解から昌浩に嫌味を言ったことがあったうえ、その誤解が解けた後も昌浩に対して上から物を言う敏次を嫌っており、見えないことをいいことに「えせ陰陽師!」と罵倒したり蹴り付けたりしているが、同行することの多い六合にしばしばたしなめられている。彰子には本性の姿（騰蛇）は見せないと決めているらしい。
勾陣（こうちん）
声 - 早水リサ
十二神将の一人で土将。紅蓮（騰蛇）と同じく凶将で、四闘将の一人で最強である騰蛇に次ぐ通力の持ち主。肩に付かない位置で切りそろえた漆黒の髪に濡れたような黒曜の瞳を持つ女性。暴走すると黒曜の瞳が金色に変わる。武器は二振りの筆架叉。左利きであるが、気づいていたのは紅蓮のみで、晴明と他の神将は右利きだと思っていた。同胞たちの本質を、紅蓮は最も情の深い男、六合は情の強い男、青龍は情の激しい男、朱雀は情の怖い男、天一は情を曲げない、と評する。
晴明による二つ名は常に大局を見据えることから「慧斗（けいと）」。いつも傍観者の立場にいるため自分に焦点を当てられることが苦手。
普段は理性で力を制御しているが、瀕死に陥るなどして理性の制御が外れ本能のみの状態になると暴走してしまい、その際には、制止することが可能なのは紅蓮だけである。
六合（りくごう）
声 - 高橋広樹
慶賀を司る十二神将の一人で木将、四闘将の一人。他の神将よりは高いものの通力は四闘将中で最も劣っており、黒い霊布や甲冑、鎖等は戦闘時の神通力不足を物理的に補うものらしい。紅蓮以外で昌浩を「晴明の後継」と認めた最初の一人である。普段から、主である晴明にさえ気配で応答するのが殆どであるほど無口で、あまり表情を変えることがない。腰の辺りで一つに括った鳶色の長い髪と、黄褐色の瞳をしている（激昂すると緋色に変わる）。
晴明に命ぜられ、紅蓮と共に昌浩の護衛についている。最初こそ命令だったが、昌浩を認めはじめてからは自主的につくこともある。昌浩やもっくんに同行するようになってから、その行動や言動に突っ込んだり、肩を震わせて笑ったりという珍しい場面も見られるようになった。
晴明による二つ名は、夜明けの光に似ている瞳から「彩煇（さいき）」。晴明と風音のみが知り呼ぶことを許される。理を犯すことさえ厭わないほど風音を大切に思っており、彼女を守るためなら自らを省みずに行動する。「大事な姫」の風音の心をさらったとして道反の守護妖からは快く思われておらず、力を試すためと称して戦いを挑まれたり、半ば本気の殺気を向けられたりする。そのため、晴明や同胞たちからは同情を寄せられている。
青龍（せいりゅう）
声 - 森川智之
福助を司る十二神将の一人で木将。四闘将の一人でその通力は勾陣に次ぐ。不揃いな長くて青い髪と夜の湖のような深い蒼の瞳をしている（激すると赤紫や青紫に変わる）。頑固者であり、口調は冷ややかで厳しいが、誰よりも晴明の身を案じている。同胞に向ける視線も同様に冷ややかなものだが、天后に対して分かりにくい優しさを向ける事もある。緊張感に欠ける太裳にはいらだつことが多いが、そのやり取りは漫才のようである。
木将だが、龍という字から水の性質も持っているため、紅蓮との相性が元より悪かった。50年前の事件で亀裂が決定的になってからは何かと反発しており、行き過ぎて天空に瞬殺され、「青二才!」と怒鳴られたことも。唯一冥官に対してのみは、紅蓮と思いが一致している。
昌浩のことを未だ認めていない。貴船の一件から彼の実力を少し認めるようにはなるが、晴明がたびたび危険を冒して離魂術を使うため「これ以上孫のために力を使うな」と強い不快感を表す。
晴明による二つ名は、 頑固で融通がきかないところが穏やかな宵の空のようになればという願いをこめられた「宵藍（しょうらん）」というもの。しかしその願いは叶いそうもない。紅蓮と並び、二つ名で呼ばれることが多い。
朱雀（すざく）
声 - 鈴村健一
十二神将の一人で紅蓮と同じく火将。外見年齢は17歳くらい。闘将ではないが、通力は六合に次ぐ五番手である。身の丈よりも大きい剣を使う。浄化の炎を操り、唯一「神将殺し」の力を持ち「同族殺し」を許された神将である。濃い朱色の髪とくすんだ金の瞳をしている。
恋人である天一のことが何よりも大切で、天一がからむと人が変わる。「天一を危険な目に遭わせた」という理由で昌浩に平手打ちを食らわせたり、敏次を蹴り飛ばしたり、「天一に色目を使った」という理由で敏次を大剣の柄でしたたか殴って気絶させたこともある。
嫌いなことは天一が術を使うことと、晴明や天一に叱られること。頭に巻いている白い布は天一の領巾（ひれ）である。大親友だった先代の貴人が、努力も叶わず目の前で絶命してしまった過去がある。そのために、生まれ変わって新たに生を受けた現在の天一を何より大切にしている。
天一（てんいつ）
声 - 田中理恵
十二神将の一人で土将。豊穣を司る。本名は天乙貴人（てんおつきじん）で、朱雀のみ天貴（てんき）と呼ぶ。外見年齢は昌浩より少し上くらい。優雅に結い上げた陽の光のような金の髪と、晴れ渡る冬空や淡く凍てついた湖にも似た色の瞳の美少女で朱雀の最愛の恋人。儚げな印象だが芯が強い。
呪詛や他人の傷を自分に移して浄化する力「移し身の術」を持っている。この術のせいで何度か瀕死の事態に陥ったことがあり、朱雀は彼女がこの術を使うことを非常に嫌う。身に着けている耳飾りは朱雀のもの。十二神将の中で唯一死を迎え再生された神将であるが、その死因については唯一の目撃者である朱雀が沈黙を守っている。先代の天一は朱雀に常日頃剣の勝負を挑むような快活な女性で、今とは正反対だったという。
太陰（たいいん）
声 - 今野宏美
十二神将の一人で風将。桔梗色の瞳で、栗色の長い髪を耳の上の高い位置でツインテールに結っている。6歳ほどの幼い外見と共に気性も子供。気も意志も強いが、繊細で打たれ弱い一面を持つ。風の扱いはかなり過激で荒っぽく大雑把、総じて力技であり、風読みなど細かいことは苦手。
白虎の説教が苦手で、四刻（＝約8時間、最高記録）連続の説教を受けた際にはしばらく異界で反省の海につかりっぱなしになっていた。しかしその通力は白虎より上で、十二神将六番手。水将の玄武とは名コンビで、大抵行動をともにしている。
神将たちの中でもことさら騰蛇を恐れており、せめて物の怪の姿の時は大丈夫になるようにと努力しているものの、それは実っておらず風流中に騰蛇を発見することで着地に失敗することもある。
玄武（げんぶ）
声 - 皆川純子
十二神将の一人で水将。同じ水将である天后とは水鏡を使って対話ができる。見た目は太陰同様、子供（10歳くらいの少年）の姿だが、口調は重々しく冷静沈着、一人称は「我」。よく太陰と一緒にいるため振り回されることも多く、そのとばっちりを受けることもある。戦う術を持たない4人の中では一番通力が弱い。
天一と共に彰子の護衛をするようになってからは、物の怪姿の騰蛇と接することが増え、忌み嫌われている彼が深く傷つき、望んで最凶の称号を持っているわけではないのだと気づく。
晴明の命で護衛をした汐という名の盲目の少女に想いを寄せていた。
天后（てんこう）
声 - 桑谷夏子
十二神将の一人で玄武と同じく水将。外見は20歳くらい。長い銀髪に翠色の瞳、菩薩のような衣装をまとっていて、腕には透き通る玉の腕飾りをはめている。優しく柔軟な性質ではあるが、曲がったことが嫌いで、道反での事件から騰蛇のことを許していないが、彼を見ると青ざめるほど恐れてもいる。同時に、いつも騰蛇と一緒に居る昌浩のことを心配している。青龍とは一緒にいることが多く、頑固な点では青龍と似たもの同士。
戦う術を持っている8人の神将の中では最も力が弱いため後衛に回されることが多く、役に立てないことに憤りを感じている。青龍が太裳相手に謝るまで許さない様子を見ていたので、青龍が不機嫌になるとまず謝るようになった。勾陣とは仲がよい。
白虎（びゃっこ）
声 - 中多和宏
十二神将の一人で太陰と同じく風将。肩につかない亜麻色の総髪とくすんだ灰色の瞳で、大きな体躯をしている。通力を使う以外に肉弾戦をすることもある。外見年齢は30代後半から40代前半。主な役目は太陰へのお説教役。その説教は非常に長く懇々と説くようになされ、太陰が苦手としている。
太陰の苦手とする風読みなどを得意とし、穏やかな風を操るが速さは太陰に劣る。太陰や玄武達と並ぶと親子のように見える。
天空（てんくう）
声 - 有川博
十二神将の一人で土将。天界（異界）の空を覆う雲のような灰白色の長い髪を持ち、口元とあごに蓄えたひげは胸に届くほどで、暗色の衣装を纏い常に硬く瞼を閉じている（盲目というわけではなく滅多に目を開かないだけ）。顔にはしわがあり老人の姿をしている。十二神将を束ねる役目を担う。
青龍や勾陣を「若造」「跳ね返り」と呼び、十二神将の殆どが「相手にしたくない」と言うほどの人物であり、晴明ですら初戦敗退の記憶を引きずり頭があがらない。戦う力は持っていないものの、織り成す結界は十二神将随一であり、異界から通力を飛ばすだけでもほぼ完全に敵の動きを封じることができ、神将中で唯一、紅蓮の神気を一時的とはいえ封じることも可能。無機物を造る力を持っており、武器を携えている十二神将の武器はほとんど彼が作った。
太裳（たいじょう）
声 - 松風雅也
十二神将の一人で土将。青磁の髪に紫苑の双眸、左目の際には銀の飾りをつけていて大陸の官人服に似た服を纏っている。神将の中で二番目に強力な結界を張ることができる。
穏やかな性格をしていて、誰に対しても丁寧な口調で話す。傍から見ると青龍をおちょくっているとしか思えない発言が多く、自分が青龍を怒らせていることに気づかずに一人で話を続け、だいぶ時間が経ってからようやく青龍が怒っているのに気づき、正座して謝罪するということも。天一や玄武など比較的紅蓮と接する機会が多くなった神将たちよりもほとんど紅蓮と顔を合わせることがないので彼を見ると萎縮するほど恐れてしまう。
普段はあまり姿を見せないが、昌浩が幼い頃は成親のそばに控えていたことが多かった。

### その他・主要な人物

#### 都の人々
藤原行成（ふじわらの ゆきなり）
声 - 関俊彦
右大弁と蔵人頭を兼ね、左大臣道長の信頼の厚い出世頭。昌浩の加冠役で、温厚で頼りになる。敏次とは縁戚関係で、赤子の時から知っている。敏次が欠勤続きの昌浩に対していやみ攻撃を仕掛けていたときも、昌浩には理由があって仕事を休んだのだということを理解していた。もっくんが気に入っている人間である。
成親の妻とは幼馴染の間柄で、その縁もあり成親と親しい。
長男は早くに亡くしている。その後3歳の姫と次男の実経に恵まれる。しかし昌浩が播磨に滞在している間に妻と生まれたばかりの子供を亡くした。
藤原敏次（ふじわらの としつぐ）
声 - 福山潤
陰陽生の中でも筆頭の実力を持っている青年で昌浩の3つ上の先輩。作者から付けられた愛称は「とっしー」。見鬼の才は持っていないが、厳しい修行を重ねており、昌浩の相を言い当てたことがある。生真面目だが融通がきかず、一時期誤解から昌浩に嫌味攻撃を仕掛けたことがあったが、昌浩が真面目に仕事をこなすようになってからは、気を配ったり世話を焼いたりしている。そのため、昌浩からは尊敬されているが、もっくんは癪に障っている様子で、見えないのをいいことに回し蹴り攻撃を受けたり罵詈雑言を叩きつけられたりしている。修行の成果により、十二神将の気配を感じ取ることは出来るが、見鬼の才がないので声を聞いたり姿を見たりすることはできない。
脩子内親王（ながこないしんのう）
声 - 谷井あすか
一条天皇と中宮（後に皇后）定子の間に生まれた5歳の第一皇女。彰子にはおよばないが「見鬼の才」の持ち主である。また天照大御神の分御霊であるため、実に鋭い着眼点を持った聡明な皇女。
弟である敦康親王に両親の愛情を奪われたと感じ寂しい思いをしていたところを、女房として潜入した風音に利用され黄泉の瘴穴を開いてしまう。瘴穴の中で、昌浩の説得で母が自分をどんなに心配しているかを知り、帰る決意をする。内裏に戻された脩子は母の暖かい胸に抱かれるが、それまでの風音らに関する記憶を消されていた。
一条天皇（いちじょうてんのう）
声 - 羽多野渉
今上の帝。脩子内親王、敦康親王、媄子内親王の父。皇后は定子、中宮は章子。ほかに女御が3人いる。母は道長の姉で東三条院藤原詮子。母は怖い。
定子をとにかく寵愛し、愛情は子供たちよりも定子に向いている。定子が媄子内親王の懐妊中に病臥し、段々と弱っていったのでどんな手を使ってでも助けようとしている。それゆえに伊周が紹介した播磨陰陽師の言うことを信じ、占に現れた昌浩を「定子を呪詛し、公任を刺した張本人」として処刑を命じる。
藤原定子（ふじわらの さだこ）
声 - 斉木美帆
一条天皇の中宮、のちに皇后。脩子内親王、敦康親王、媄子内親王の母。伊周の妹。妹に御匣殿、東宮妃原子がいる。彰子からみて従姉に当たる。
帝からこよなく愛され、三子を授かる。帝のことを深く愛し、子供たちのことも深く愛している。だが帝が自分に向ける愛情ゆえに道を誤ることを恐れている。

#### 人外の者
高淤の神（たかおのかみ）
声 - 田中敦子
貴船の祭神、漆黒の髪と瑠璃の双眸の人身を取ることもできるが、本性は巨大な白銀の龍神で、女神である。都の北方守護を司る天津神で、日本において五本の指に入る程の神格を持つ。正式な名前は高龗神（たかおかみのかみ）。昌浩には自分を「高淤（たかお）」と呼ぶことを許している。弟神である道反大神の守護妖たちには「闇淤（くらお）」と呼ばれていた。
「窮奇」一味に封じられていたが、そこから己を解き放った昌浩をいたく気に入り、時折昌浩に憑依しては気まぐれながらも情報を与え、その見返りとして厄介ごとを昌浩に押しつけることがある。「見返りに何を要求してくるか分からない」から晴明になにかをやらせることはあまりない。
天狐の晶霞は数少ない友人の一人だった。
雑鬼（ざっき）
声 - 坂巻亮侑/成家義哉/池添たかし/又吉愛
都に住んでいるイタズラ好きな妖怪たち。毎晩、夜警に出ている昌浩を見つけては仲間達で「孫!」と呼びかけ、潰していく（これを一日一潰れという）。もっくんや他の神将達は、いつも潰れを回避しているが、昌浩が見鬼の才を失った時には「見えないやつを潰すのは仁義が通らない」と言ってもっくんを潰した。昌浩が信頼するに値する陰陽師と認めてからは潰していない。
猿鬼（えんき）/ 一つ鬼（ひとつき）/ 竜鬼（たつき）
声 - 伊丸岡篤/大黒優美子/寺田はるひ
3匹は「お姫」こと彰子に名前をつけてもらった。彰子のことが大好きなようでよく屋敷を訪ねてくる。番外編では正月の間、姿を隠さなくてはいけなくなった彰子のために無人の邸を昌浩と一緒に掃除したりと、気前はいいほうである。いつも自分はなにもできないと悲しげに表情を浮かべた彰子に対し「待つのがお姫の仕事じゃないか」と言い、勇気付けたこともある。通称ざっきーズ。
車之輔（くるまのすけ）
声 - 小西克幸
車の妖怪で、見てくれは大きく妖力は強いものの、気が弱くて優しい性格をしており、初めて出会ったときはもっくんに活を入れられるほどだった。夜歩きが趣味で、夜警に出ていた昌浩とたまたま遭遇して驚いて逃げてしまい、昌浩も条件反射でそれを追いかけてしまったことから知り合いになった経緯がある。その出会い以来、幾度となく昌浩の移動の「足」となっている。
言葉はしゃべれず、昌浩とは轅を振ったり車輪についている顔の表情で表したりして意思疎通を図っているが、もっくんに通訳してもらうことも多い。
冥府の官吏（めいふのかんり）
声 - 谷山紀章
三途の川の警護をしている官吏で、その正体は同作者の作品『篁破幻草子』の主人公「小野篁」。端整で精悍な面差しであり、史実では紅蓮と同じ身長らしい。外見年齢は20代半ば。常に墨染の狩衣を纏う。気配を消して夜の闇に乗じて現れるため、晴明曰く「神出鬼没とはこの男のためにある言葉」とか。
若菜の強情さを気に入り、冥府の理を曲げて彼女が川岸に留まる事を許し、代わりに年の瀬に現世に帰ることを禁止した。若菜が昌浩を現世に帰したり、川岸に来た晴明を現世に帰すところを見てみぬふりをする。
性格は傲岸不遜で、過去に晴明や十二神将といろいろあったらしく、神将たちには凄まじく嫌われている。

#### 道反
風音（かざね）
声 - 折笠富美子
道反大神（ちがえしのおおかみ）と道反の巫女の娘である。外見は20歳ぐらいで、その霊力は晴明をもしのぐほど。
30年以上も氷の棺の中で眠り続け、目覚めた時には記憶をすべて失っていた。宗主に「母に懸想した晴明の命により父・岦斎は騰蛇に殺され、母は晴明に黄泉におとされた」と偽りを教えられ、榎岦斎が父で晴明らは両親の敵なのだと、信じていた。
その霊力と十二神将に傷を負わせることのできる蠱毒（こどく）の太刀を持ち、晴明と騰蛇に憎しみをぶつける。女房として内裏に入り脩子内親王を利用していた。
道反の巫女（ちがえしのみこ）
声 - 森沢芙美
道反の大神に仕える巫女で、大神の妻であり、風音の母。晴明に聖域の異変についての調査を願い出る。彼女に心を奪われた岦斎に連れ去られ、黄泉の封印を守りきるも力尽き、呪縛のかかった氷の中で50数年眠り続けていた。晴明に呪縛を解かれ眠りから覚めるが、風音が命を落としたことを知り悲嘆にくれる。道反大神が風音の魂を封印した勾玉を、最も信頼できる場所として六合に預けた。
嵬（かい）
声 - 竹内順子
風音に付き添う守護妖で人語を操る鴉。風音と同じ頃に生まれた道反の守護妖で、幼い頃から風音の守り役として傍で見守っていた。道反の巫女と風音が行方不明となった50年もの間、彼も眠りにつかされ、目覚めた風音と行動を共にしていた。
宗主によって左側にもう一つ頭を植え付けられ双頭の鴉となる。双頭となって以降、左の頭（宗主）の目があり言葉を発する事が出来なかった。宗主は左の頭を通して風音に言葉を伝えていた。最後まで風音を守り、宗主の魔の手によりその命を落とすが、道反大神により黄泉に落ちた魂を救われ、蘇生される。
風音と相思相愛である六合のことが気に入らず、何かと反発している。
守護妖（しゅごよう）
大百足（声 - 平井啓二）、大蜘蛛（声 - 福原耕平）、大蜥蜴（声 - 大須賀純）
道反の聖域を守る存在で、大蜘蛛、大百足、大蜥蜴のこと。体躯は巨大ではあるが、優しい性格をしている。主である道反大神の姉神である高於の神とも古い知り合い。何度か昌浩の前に姿を現し、来るべき災厄についての助言などを与えていた。
それぞれに名前があるが、この名前は道反の大神が与えた名前で大神以外は口にすることは許されていない。それぞれ「崒（すい）」・「巌（げん、大蜘蛛）」・「崟（ぎん）」という名前である。
大蜘蛛の名前は道反の大神だけでなく、風音も知っている。大蜘蛛は風音にも呼んでもらいたいということで教えたという。

### 各編登場人物

#### 窮奇編
窮奇（きゅうき）
声 - 若本規夫
異邦の大妖怪。九尾の狐との戦いに敗れて、配下と共に日本へと逃げ延びてきた。自身の霊力を回復させるために高い霊力を持つ彰子を狙い、昌浩と対峙する。自身の力を回復するためには配下すら取り込んでしまうほどの残虐性を持つ。
藤原圭子（ふじわらの けいこ）
声 - 伊藤静
彰子の遠縁で、同じく藤原の姫君。結婚を誓い合った男性を他の公家の姫に奪われ、悲しみのあまり床に伏せってしまう。その悲しみを窮奇の部下につけこまれ、彰子を捕らえるための道具にされてしまうが、呪詛が完成する直前に昌浩と晴明に救われる。

#### 風音編
榎岦斎（えのき りゅうさい）
声 - 諏訪部順一
晴明の友人で陰陽師。四国出身。
50数年前道反の聖域に晴明と共に向かった際、道反の巫女に心を奪われる。恋焦がれる余り黄泉の封印を砕こうとする智鋪の宗主の言葉に耳を貸してしまい、巫女を聖域から連れ出した上、瘴穴を穿ってしまう。
「縛魂の術」という心を操る術を得意とし、騰蛇に十二神将の理を犯させた。後に騰蛇の手により命を奪われ、巫女への妄執を残したまま、体は宗主の器にされてしまっていた。
智鋪の宗主（ちしきのそうしゅ）
声 - 中尾隆聖
「智鋪の宮司」ともいう。智鋪は道敷（ちしき）につながり、黄泉の国の神を示す。智鋪地神（ちしきのちのかみ）を崇め、地上を根の国の属国にすることが目的。人の心を操り現世に瘴穴を開かせる。
50数年前にも黄泉の封印を破ろうとし、晴明に追い詰められて崖から転落、死んだと思われていたが、体を離れた魂のみ死人となった岦斎の体に憑依し生き続けてきた。
穂積諸尚（ほづみのもろなお）
声 - 飯島肇
風音の蛇血の反魂術によって黄泉から呼び戻された怨霊。策略によって自分を大宰府に左遷した行成の祖父を深く恨んでいる。
防人（さきもり）
声 - 中博史
穂積諸尚を蘇らせるため行った風音の反魂術の余波を受けて現世に呼び戻される。防人の任について帰郷を果たすことなく大宰府で死んだ男の魂。
屍鬼（しき）
風音が縛魂の術を使うとの同時に紅蓮に身のうちに入り込ませた黄泉の鬼。生きている者の命の灯火を嫌い、嬲り殺す事を楽しむ。

#### 天狐編
藤原章子（ふじわらの しょうこ）
声 - 小林沙苗
彰子と同い年の異母姉妹であり、同じ日に生まれた瓜二つの容姿を持つ少女で、見鬼の才はない。彰子の身代わりとして入内したが、「章子」ではなく「彰子」として過ごす宮廷生活に苦しみ疲れていた時、自分の正体を知りながら助けてくれた昌浩に想いを寄せる。凌壽に「どうして自分が彰子の身代わりに入内しなければならないのか」「どうして彰子は昌浩の側にいるのか」という嫉妬に付け入られて襲われるが、昌浩に助けられ彼の彰子への想いを知り、思いを断ち切った。自分の本当の名の音で、「彰子（しょうこ）」と呼んでくれた一条天皇と人生を歩むこととなる。
晶霞（しょうか）
声 - 矢島晶子
神にも通ずると言われる妖怪・天孤（てんこ、あまきつねとも読む）。少女のような外見であるが、晴明の母親。内に秘めた能力は相当なもので、一族最強と謳われていた。高淤とは古くからの親友。
凌壽が九尾と手を組んで他の仲間達を襲った時に、自らも深手を負わされる。両親の命と引き換えに助け出され、命からがら海を超えて都へとやってきた。倒れていたところを人間の男性に救われ、葛の葉と名付けられる。晴明を授かった後、彼を凌壽から守る為に姿を消し、あちこちを転々としながら身を潜めていた。
最後は凌壽を倒すという目的を果たしたため、晴明の延命のために自らの天珠を授け、高淤の神に「晴明に母と呼ばれた」と満足しながら土へと還っていく。
凌壽（りょうじゅ）
声 - 檜山修之
天孤族の末裔で、天狐族には見られない漆黒の髪と目をしている。安穏とした天狐族の生活を嫌い、一族を裏切り九尾に手を貸した。姉である晶霞の天珠を狙い、晴明たちを使って晶霞をおびき寄せる。最後には晶霞によって倒される。
青龍を圧倒する等、高い妖力を持つ。
丞按（じょうあん）
声 - 立木文彦
凌壽に手を貸す怪僧。その正体は、藤原兼家に使えていた術師一族の生き残りで、幼い頃に自らを残して滅ぼされた一族の敵を討つため、藤原一族に復讐しようと目論む（初登場は短編集第2巻の「玄の幻妖を討て」）。
名乗っている「丞按」というのは自らの名前ではなく、幼くして殺された自分の弟妹の名前（弟の丞 ＜たすく＞と妹の按莉 ＜あんり＞）を組み合わせたもの。
一族が長い間封印していた妖怪・羅刹鳥の力を自らに取り込んだため、十二神将すらも押さえ込めてしまうほどの力を有している。
傲狼（ごうろう）
声 - 斉藤隆史
記憶を遡らせる事ができ、人々の諍いを楽しむ異邦の妖異。かつて晶霞によって封じ込められるが、晶霞をおびき出す駒として凌濤に解放される。海を根城として配下の妖獣に村を襲わせる。
羅刹（らせつ）
翼を広げると三丈にもなる巨大な黒鳥で、腹部が異様に膨れ上がった鶴のような姿をしている。羅刹鳥とも言う。自身より一回り小さい雛鳥を多数放って使役し、羅刹自身はあまり表には出てこない。丞按の一族が甕に封じて大陸に持ち込んだ妖怪で、惨殺された一族の復讐の為に丞按が体内に取り込んだ。

#### 珂神編
珂神比古（かがみひこ）
八岐大蛇（やまたのおろち）の力を借りてこの国の王となろうとする一族の長。本心では八岐大蛇や荒魂（あらみたま）に恐怖心を抱いている。年齢は昌浩の1歳上。
「珂神比古」は代々の長が継ぐ名で、彼自身の本名は「瑩祗比古（あつみひこ）」。その名前を真鉄が呼んでしまったために不完全になったと、真赭に思われていた。
川に流されていた昌浩と敵同士として再会し、心のうちをさらけ出す。荒魂を止めようとしたが、何者かに殺されたもゆらの亡骸に勾陣の筆架叉が刺さっていたことが引き金となり、「八岐大蛇荒魂の九番目の頭、珂神比古」へと変貌する。しかし、たゆらの中に入り込んでいたもゆらが比古の本当の名前を叫んだことにより正気を取り戻した。
真鉄が次の「珂神比古」に選ばれたことで、たゆらと共に生き残ることになった。
たゆら
灰黒の毛並みを持つ狼。双子の弟・もゆらとは違ってしっかりしている。もゆらが殺されたことにより変貌した珂神と、もゆらの死を何とも思わない母に不信感を抱き始め、魂となりたゆらの体の中に入り込んだもゆらと言葉を交わしたことにより、彰子と共に逃亡を図る。
比古と共に生き残った後、黒い毛並みは少し色味が薄れていた。
もゆら
たゆらの双子の弟で、灰白の毛並みを持つ狼。甘えん坊な性格で、珂神に対して親友のように振舞うため、皆からしょっちゅう怒られている。彰子をさらうが仲が良くなる。何者かに襲われ命を落とし、魂だけはたゆらの体へと入り込んでいた。
自分を見つけた彰子を介してたゆらと言葉を交わし、たゆらと彰子に逃げるように促す。もゆら自身は、不明確ではあるが真鉄（魑魅がその姿を取っていた）に殺されたことはわかっていた。比古の正気を取り戻し、荒魂を止めようと真鉄と合流する。次の「珂神比古」に選ばれた真鉄と共にいることを選び、土砂の中へと消える。
真鉄（まがね）
たゆら、もゆらと共に道反の聖域を襲い、呪物とされる八岐大蛇の鱗と風音の亡骸を奪った術師。離魂の術を用いて風音の亡骸に自分の魂を定着させたり、晴明が張った結界や術を簡単に破るほどの力を持っている。珂神が生まれるまでは、彼が次代の一族の長であるとされていたが、珂神が生まれたあとは、彼に付き従うようになった。
両親同士の付き合いが深く、珂神の母からは深い信頼を得ていて、珂神の本名を唯一知っていた。
比古が正気に戻ったことにより彼は次の「珂神比古」に選ばれるが、自分達が神ではなく妖としての八岐大蛇を祀らされていたことを知り、自らの命を持って八岐大蛇を根の国へ送り、比古とたゆらを生かすことを選ぶ。
真赭（ますほ）
たゆらともゆらの母親で、赤い毛並みを持つ狼。自分にも他者にも厳しい性格。魑魅（すだま）を作る力を持っている。比古の両親に仕えていて比古の母とはとても仲がよく、ふたりの懐妊時期は一緒だった。忠誠心が強く、「王に従っていれば何も間違いはない」とまで断言できるほど強かった。
かなり冷酷で、もゆらのことも「死んだことでようやく役に立った」と冷酷な言葉を投げつける。覚醒前の珂神比古のことも「不完全なできそこない」と思っていた。実は十四年前に真赭は殺され、別な誰かが魑魅によって作ったものが体に入っていた。
道反大神（ちがえしのおおかみ）
道反の巫女の夫にして風音の父親、高淤の神の弟でもある。天津神であり黄泉の軍勢を阻む任を持つ。道反の巫女の力を媒介にして姿を見せるため、巫女が不在だった間は姿を見せることも声を伝えることも出来ず、沈黙せざるを得えなかった。人身を取る時の姿は二十代後半で、浅黒い肌と生成りの衣姿が特徴的。風音と相思相愛の六合に対しては、少々大人気ない態度を取ったりしている。
山の比古神（やまのひこがみ）
正確には出雲の地にいるたくさんの比古神のうちのひとり。本来は天津神とは関わりを持たない国津神であり、多くの比古神が不可侵を守り沈黙する中、道反大神の必死の願いを聞き届け、六合と風音の宿体を救い出す。

#### 玉依編
阿曇（あずみ）
脩子付きの女房。今内裏に出没する神将のような出で立ちの「白い女」であり、道反大神の娘である風音と互角に渡り合う力を有する。天御中主神の使いであり、玉依姫・斎の守役である。脩子に対して冷たく接する一方で、斎のことを心から大切に思っており、「斎様をお守りするためならばいくらでも咎を負う」と発言する。水気を操る。
斎（いつき）
物忌として玉依姫に仕えている少女。玉依姫の娘で父親は磯辺守直。神の声を聞く力もなく、母を狂わせてしまった自らの命を罪と思っている。玉依姫を思うあまり、天御中主神に背いても、玉依姫に死の安寧を与えようと決意する。
本当は、昌浩や昌親の抱える傷を視ることができるなど力を持つが、度会の者たちに日々呪いの言葉を掛けられ、力に気付くことができなくなっていた。
益荒（ますら）
阿曇とともに、玉依姫・斎を守る青年。騰蛇と互角の力を有する。斎を心から大切に思っており、斎が潮彌に突き落とされたと知ったときは凄まじい怒りを見せた。冷気を操る。
玉依姫（たまよりひめ）
天地開闢の直後に現われた世界そのものであるという原始の神・天御中主神に仕える巫女。力が弱まり命の灯火が消えつつあり、斎達にはその力が完全に失われれば国が滅ぶと言われている。実は、既に彼女の祈りは天御中主神には届かなくなっている。
度会 禎壬（わたらい さだとう）
玉依姫に仕える度会氏の長。神の声を聞くことはできない。罪そのものの斎を、生まれた10年前に殺せるものなら殺していたと言い放つ。今の玉依姫は「神」の声を聞くことができないのではないかと疑っている。
度会 潮彌（わたらい しおみ）
禎壬のそばに控える青年。禎壬の妹の子（甥）に当たり、次代の度会氏の長に選ばれている。玉依姫の力が弱まっているのは斎のせいだと思いこみ、彼女を海に突き落とそうとした。
暗殺集団、虚空衆のひとり。
磯辺 守直 （いそべの もりなお）
伊勢神宮の神官。成親くらいの年齢だと思われる。斎宮恭子女王（たかこじょおう。為平親王の娘、一条天皇の従妹にあたる）の身を借りて、天照大御神の神託が下されたことを伝えに来る。天照大御神は天御中主神に仕える巫女神であるという秘密を知る数少ない人物である。
海津島の一件が解決した後、神宮での役目を返上し娘と共に生きるべく島に移り住んだ。ぎこちないながらも、父と娘の時を生き始めている。

#### 颯峰編
颯峰（さやみね）
猿田彦大神を崇める、愛宕の天狗族の青年。総領の一人息子、疾風の守り役。
疾風が失踪したのが、ちょうど昌浩ともっくんが戻った頃だったため、昌浩が疾風をさらった外法師だと思い、四日以内に疾風を戻さないと都を壊すと脅していた。のちに誤解は解け、昌浩を信頼するようになる。
疾風（はやち）
二年前に生まれたばかりの天狗族の長である大天狗の一人息子。
外法により飛べなくなり、翼がもげ落ちそうになっている。
飄舞（ひょうぶ）
疾風のもう一人の守り役。颯峰に「我らの中でも一、二を争う手練」と言わしめるほどの強さを持ち、昌浩に異常なまでの敵意を向ける。
疾風が拉致されたとき、外法師を追って斬り傷を負ったとのことだが、紅蓮は疑いを抱いている。
母親は外法師に孕まされ、気が狂った末に飄舞を産み落として息を引き取った。その時堕ろされるところだったが、伊吹と前総領のおかげで生まれた。前総領は育ての親。
幼少時から実父である外法師に操られ、前総領を殺したり、颯峰の父を殺してその片腕を食らったり、挙句の果てに疾風を外法師に差し出させられかけた。
伊吹（いぶき）
颯峰の伯父で天狗族の実質ナンバー2。過去に現総領の守り役を務め上げ、疾風の養育も任されている。隻腕であるが、飄舞と十二神将最強の紅蓮を一発で黙らせるほどの実力者。
外法師（げほうし）
元は行者だったのだが、肝心の霊力に恵まれずに自暴自棄になって愛宕山へ入ったところを天狗に発見され、客人としてもてなされる。その後、天狗の面を授かる。
だが、力を欲するあまり天狗の女子供を襲って食らい、片腕を犠牲にした伊吹に討たれる。だが、実は伊吹の腕を食らって生き延びていた。
人界に下りていた天狗の女子を襲い、飄舞を孕ませる。

#### 籠目編
小野螢（おのの ほたる）
播磨陰陽師、神祓衆の長の娘。篁破幻草子の主人公小野篁の子孫。現影（みかげ）は夕霧。
晴明の父益材が、天孤の晶霞と結婚する代償に子孫を神祓衆と娶らせるという約定を果たしに来た。要は昌浩の婚約者。
昌浩と同い年で月足らずで生まれたため少し体が小さい。だが霊力は、颯峰編で痛めた紅蓮の喉を治せるほど。次期の長と目された兄の時守も凌いだため、彼女を長にという声もあった。
年の瀬の冬に生まれ、螢火のような燐光に包まれて生まれたため、螢と名付けられた。その出産で母は亡くなり、父は現影が父に向けられた呪詛を受け止めきれずに死亡したことで弱り亡くなった。
ときどきふらりと篁がやってきて、世間話をするらしい。
藤原伊周（ふじわらの これちか）
皇后定子の兄。長徳の変で大宰府に流されたが、のちに許され帰京する。
流罪になった際世話になった神祓衆を帝に紹介し、定子に呪詛が行われているかを占わせた。神祓衆の氷知（名乗らないため便宜上播磨と呼んでいる）を抱えている。
藤原公任（ふじわらの きんとう）
従三位の少納言。父の頼忠の代にはよく晴明に護符を頼みに来ていた。
夕霧（ゆうぎり）
白い髪、赤い瞳を持つ、螢の現影。螢とは四歳違い。螢の成人後から時守との仲が険悪になる。時
小野時守（おのの ときもり）
螢の兄。現影は氷知（ひじり）。神祓衆次期長と目されていたが夕霧に殺害された（と思われていたが、実際にとどめを刺したのは自分で喉を切ったため）。
霊力は螢に及ばないがかなり高い。家の風習で螢とは別々に暮らしていたが可愛がっていた。が、本心では螢を憎んでいた。
氷知（ひじり）
時守の現影。夕霧と同じく白い髪に赤い瞳。時守の死で主を失った。
時守の命令に従い、時守を神に祀りあげた。その後伊周のもとに派遣する陰陽師に立候補して上京し、占を行った。

#### 尸櫻編
屍（むくろ）
昌浩らが迷い込んだ桜の森にいた少年。共にいる咲光映を守り、彼女の望みを叶えることが彼にとって最も重要。
咲光映と同郷で、両親は盗みを働いたために里を追放され、赤ん坊だった彼は置き去りにされ、遠縁にあたる老婆に8歳まで養育される。老婆は禁厭を使う一族の子孫だったため、彼は様々な術を教わった。
咲光映（さきはや）
屍と共にいる、白い衣をまとった少女。屍と同郷で、里長の姫。尸櫻に魅入られた梓を元の世界に帰してくれと屍に頼み、帰してもらった。
森の桜の枝を取ろうとしているときに屍と出会い、屍が桜の木に頼んで枝を落としてもらった。

## 用語

### 十二神将関連
十二神将の理（じゅうにしんしょうのことわり）
十二神将達に課せられた、人を傷つけたり殺したりしてはならない、という理。心の自由を奪われ操られていても、死体に憑依し生きているかのように動かしていたモノであっても、人間を傷つければ理を犯したことになるという。十二神将達は神の末席に連なる者たちでありながら、人の想いの具現として人に似た姿をとるようになった。彼らはその、「神でありながら、人の子でもある」という特別な立場ゆえに他の神々にはない枷を与えられた。
ただし、騰蛇は敏次を蹴りつけたり（そのときの姿はもっくん）朱雀は昌浩に平手打ちしたりしている描写が見られ、「人を傷つけてはならない」という境界は、少々曖昧である。
闘将（とうしょう）
十二神将の中でも桁違いの通力と生命力を有する神将のこと。騰蛇、勾陣、青龍、六合が該当し、「四闘将」とも言う。激情に駆られると瞳の色が変化する、瀕死の状態に陥った場合に自らの通力を開放して死を回避しようとする、などの特徴がある。彼ら四闘将にだけ、晴明から二つ名を与えられている。
凶将（きょうしょう）
紅蓮と勾陣が該当する。他の神将に比べて苛烈な神気のために、本能をむき出しにする赤子は凶将の気配を察知すると火がついたように泣く。特に騰蛇はそれが顕著である。
十二神将の死（じゅうにしんしょうのし）
十二神将は不死ではなく、人と同様に傷付き場合によっては死に至る事がある。命を落とした神将はすぐに異界で甦るが、それまでに培った記憶も何もかも全て失い、その姿・性情も異なった形で再生される。それは人の想いが刻一刻と変化し、その想いが具現化したものが神将であるが故である。十二神将の中で唯一、天一のみが過去に落命した経験を持つ。
血濡れの咎（ちぬれのとが）
神将の理(上述)を犯す罪のこと。この咎を負っているのは、騰蛇と六合。この咎を負った神将は「血濡れの神将」と呼ばれる。
二つ名（ふたつな）
若き日の晴明が、晴明自身の願いを込めて四闘将に与えた名前。騰蛇、勾陣、青龍、六合がそれぞれ紅蓮、慧斗、宵藍、彩煇という二つ名をもつ。こめられた願いはそれぞれで、その身に宿る強大な通力に振り回されることなくおだやかであれ、という共通の願いがある。ただし、勾陣と六合の二つ名は、彼らの心の奥底に潜む烈しさを戒める呪であるため、晴明が勾陣と六合を二つ名で呼ぶことは稀である。勾陣曰く「真綿の呪縛」。
移し身（うつしみ）
天一のみが持つ能力。相手の傷や呪詛を自分の身に移し替え浄化する能力。ただし、傷が深すぎたり、呪詛があまりにも強力だったりする場合、肩代わりした天一自身が死ぬこともある。
水鏡（みずかがみ）
水将である玄武と天后がもつ能力。空中に水の波動によって水鏡を創生し、声と映像をやりとりすることができる（ただし、通信ができるのは二人同時に水鏡を使った場合のみ）。また、二人が昔見た風景や対象物の位置を把握している場合、その場所を映し出すこともできる。
風読み（かざよみ）
風将である太陰と白虎がもつ能力。風将同士で風にこめられた意思を読み取ったり、風が伝えてくる周辺の音とその発信源を把握することができる。白虎はよくこの能力を使っているが、太陰は苦手とするためかあまり使用しない。風将以外でも風に乗せてきた意思を、多少理解できることがある。
風流（ふうりゅう）
風将である太陰と白虎がもつ能力。竜巻によって長距離を移動することができる。速度は太陰が、安全性は白虎が優れている。
霊布（れいふ）
六合が甲冑の上に身につけている霊布。それ自体が力を持っており、傷の痛みを和らげたり、術や妖気などを跳ね返すこともできる。六合から離れても、徒人に見えるようにすることも可能で、昌浩が正体がばれないようにかぶり、敏次を助けにいったこともある。
封印の金冠
紅蓮に施された晴明の封印。50年前の事件をきっかけにその強大な通力の大部分を封じるために、紅蓮が晴明に願ったもの。精神的な衝撃を受けたり激昂したりして、紅蓮の通力が封印の抑制力を超えると、金冠にひびが入ったり砕けたりすることがある。
危機に陥ってもはずすことはないが、必要だと判断した場合は晴明の許可、または自分の意思ではずすことができる。

### 武器
緋炎の槍（ひえんのやり）
紅蓮が炎蛇を召喚できないほどに弱っている時に用いる武器。天空が造った他の神将が持つ武器と違い、紅蓮の炎が槍の形をとったもの。自身の神気から生み出される為、形が変わることがあり、場合によっては槍ではなく剣にもなる。
アニメでは原作の挿絵と若干異なり、紅蓮の神気が槍を形作っていることに違いはないが、普通の槍のように実体化する。
筆架叉（ひつかさ）
勾陣が扱う武器。右手も利き手である左手同様に使いこなすため、天空から二振りの筆架叉を与えられた。戦闘時には普段の二倍の長さまで伸ばすことができ、彼女の通力を受けて青白く発光する。
大鎌（おおがま）
青龍が扱う武器。紅蓮が三度目の神将の理を犯した際、紅蓮を殺すため天空に願い出て与えられたもの。刃渡り三尺もある三日月型の刃を持つ。アニメでは紅蓮が三度理を犯す前から自身の武器として使用。
銀槍
六合が扱う武器。普段は銀の腕輪として左腕につけているが、戦闘時に両端に刃のある銀槍へと変化する。アニメでは右腕につけた腕輪が光り、腕輪はそのままだが光が銀槍に変化した。
大剣
朱雀が操る武器。朱雀の身の丈程もある大剣で、十二神将で唯一神殺しの力を持つため、それ自体に浄化の力が宿っている。昌浩が紅蓮を討つため神将殺しの焔の依り代となったこともある。
九流の神剣
当初は真鉄が使っていた武器で、その切れ味は道反の守護妖に一撃で致命傷を与えられるほど。九流の紋章が刻まれている。真鉄が風音の宿体から離れた時に手放したため、風音が武器として使い、後に比古の元に返される。この剣に帯びる力は神聖なもので、風音はこの力を感じ取り、真鉄たちが祀る荒魂は大妖なのかと疑問を感じた。

### 力及び能力、術
見鬼（けんき）
妖などの人ならざるものを見ることができる力。見鬼の才とも言われる。見鬼の力の強い者であれば「見る」だけではなく、霊などの声をとらえることも出来る。当代一の見鬼と言われる彰子は、体の奥底に取り付いた霊魂を見破ったり、完全に隠形した神将を感じる事も可能である。
離魂術（りこんじゅつ）
体と魂魄を切り離す術で、晴明にしか扱うことができない。若かりし頃の姿をとり絶大な霊力をふるうことが可能だが、受けた傷が魂に直接影響を与えるため実体の時よりも脆い。陰陽道だけではなく、天狐の血筋ゆえに使える術で、行使する頻度が高いと寿命を大きく削られるうえに、生命力が著しく弱っている場合には魂の核である魂(こん)と、見てくれの体をつくっている魄(はく)が分かれることもある。
即席歩術
昌浩が一時凌ぎや結界の補強ために織り成す簡単な結界術。建物などの周りを歩いて一周して織り成すものだが、強力でもなく長く続くものでもないので力の強い妖などには易々と突破されてしまう。
式文（しきぶみ）
鳥や蝶など動物の形をとらせて放ち、相手に届くと手紙にもどる陰陽師たちが用いる文。本来の意味はただそれだけであるが、本作中では晴明が昌浩をからかうために送る。晴明が昌浩に「狸」とか「くそじじい」と呼ばれる所以のひとつ。
縛魂（ばくこん）
五感を封じ込め、人を意のままに操ることの出来る術。強い力の持ち主であれば神の眷属であっても操ることが可能である。晴明に及ばなかった榎岦斎も、この術だけは得意であったという。
軻遇突智の焔（かぐつちのほのお）
昌浩が屍鬼に憑依された騰蛇を討つため、高龗神より借りた神殺しの力。この焔に焼かれれば、神の魂といえども消滅する。かつて高龗神が高天原から地上に降りる際に、父なる神から水の力でもって制するように言い渡された焔で、軻遇突智とはその昔他の神を殺した神の名前。
実際の日本神話では、軻遇突智が殺した神は軻遇突智の母イザナミである。その後、父であるイザナキに斬り殺されるが、軻遇突智は3人の雷神となって再生する。そのうちの一人が高龗神である。
蛇血の反魂術（じゃけつのはんごんじゅつ）
風音が穂積諸尚の怨霊を召還するために用いた術。死者の眠る墓に蛇の血を注ぎ、禍歌によってよみがえらせる。ただし、術が中途半端であると他の死者たちもよみがえらせてしまうことがある。防人の魂もその一例。
瘴穴（しょうけつ）
黄泉の風が吹き荒れる穴で、黄泉に近い異空間とつながっている。妖たちがこの黄泉の風に侵されると、たとえ元は無害な雑鬼たちでも非常に危険な黄泉の化け物へと変質する。一つ穿つだけでも膨大な霊力を消費する。
巫蠱（ふこ）
大陸に起源を持つ術で、化け物を食らってその力を取り込む。巫蠱の中でも最もおぞましい術を「起屍鬼の法」と言い、自らの体内の中で複数の死霊や化け物を共食いさせてより強い化け物とする。
怪僧丞按が藤原氏への復讐のために用いた術で、食らった化け物は羅刹。起屍鬼の材料は惨殺された一族の死霊。

### 神具・呪具・法具
彰子の匂袋
伽羅を用いて彰子自ら調合した香の匂袋で、昌浩と彰子が会って間もない頃に昌浩が彼女を異邦の妖異から救ったお礼として、彰子が贈ったのが最初。
昌浩と彰子双方の心の支えであり、退魔の香として実際に異邦の妖異を退けたこともある。
降魔の剣（ごうまのつるぎ）
その昔、晴明が鍛えた剣で、帝の勅許によって鍛えた剣の兄弟分でもある。刃に徒人には見えない神呪が刻まれており、剣そのものが退魔の力を持つ。窮奇退治の折に、晴明の命で青龍が昌浩に届けるが、窮奇を倒し異界から脱出する際に紛失してしまう。その後番外編にて嶺奇を退治する際、一時的であるが晴明の霊力と天空の力によってもとのものとあまり変わらないかたちで具現化された。
怨呪の玉（おんじゅのぎょく）
標的を確実に呪殺できるといわれる勾玉。陰陽寮に保管されていたが、敏次に憑依した怨霊によって持ち出される。使用者の生命力を著しく奪い、さらに呪詛に失敗した場合は発動時に召喚した大量の恨鬼に使用者自身が殺されるという恐ろしい代物。昌浩が呪詛を破ったため、力を失って砕け散る。
蠱毒の太刀（こどくのたち）
風音が智鋪の宗主に操られていた頃に用いていた武器。ただの刀ではなく、神霊にも通用するよう蠱毒と密呪を埋め込んだ太刀で、神将ですらかすったたけでも激痛に苛まれた。
神将殺しの焔の刃（しんしょうごろしのほのおのやいば）
昌浩が屍鬼に憑依された騰蛇を討つために用いた剣。朱雀の太刀に軻遇突智の焔が宿ったもの。役目を終えた後、焔は高龗神の元に、剣本体は朱雀の元に戻る。
道反の丸玉（ちがえしのがんぎょく）
道反にある傷を癒す湖の底において道反大神の力をうけた出雲石で、欠けた力や霊力を補うことができる。失われた昌浩の見鬼を取り戻すために、晴明が道反の巫女に申し出た。
天珠（てんしゅ）
天孤の心臓であり、命と力の源。妖異によるいかなる呪詛も浄化し、逆に妖力を増幅させる事も出来る。その為天珠を狙った九尾によって、ほとんどすべての天珠が奪われるが、最後に残った晶霞と凌濤の天珠は、晴明の延命と章子の呪詛の浄化に使われる。
また、晶霞のように、必ずしも体内にある必要はなく身に付けているだけで役目を果たす。
巫女の勾玉
道反の巫女が耳につけていた真紅の勾玉。風音が智鋪の宗主に操られていた頃に母の形見として持っていた。彼女が亡くなった後は巫女から六合に風音の形見として預けられており、風音本人の望みによって勾玉に彼女の魂が込められていた。
八岐大蛇の呪物（やまたのおろちのじゅぶつ）
神代においてスサノオノミコトが大蛇を退治した時、最後に切り落とされた頭の額の鱗。大蛇の怨念が強すぎたため捨てることもできず、道反の聖域で時間をかけて浄化させるはずだったが、大蛇を崇める九流の一族によって聖域から持ち出され、大蛇の復活に利用される。
御統（みすまる）
土の性に弱い大蛇を倒すため、晴明が作り上げた首飾り。土の性をもつ道反の大神より授かった勾玉を、土将である天一の髪でつなぎ、さらに同じく土将の勾陣の力で土の力を活性化させたもの。道反大神の力を宿した御統は、力を与えてくれると同時に、身に付けたものの霊力を根こそぎ奪っていくため、これを使った紅蓮が戦闘後にはとても疲弊していた。

### 妖怪
天狐（てんこ、あまきつね）
神に通じると言われる程の通力を有する妖の一族で、一般的には善狐。同族意識が強く、仲間が危機に陥った場合には、どこにいてもその声が必ず眷属の元へ届く。天狐の天珠を狙った九尾と凌濤の裏切りによって全滅するが、一族最強と謳われた晶霞だけが生き残る。その後、凌濤は晶霞に倒され、晶霞も晴明に自らの天珠を与える。晴明は天狐・晶霞の血をひいており、この血は唯一昌浩に受け継がれた。この為、二人は常人に比べ非常に高い霊力を誇るが、本来人の器に入りきる力ではないため、天狐の血が暴れだせばその血が人の魂を蝕んで、人の生が断ち切れる。
八岐大蛇（やまたのおろち）
神代にスサノオノミコトによって倒された大妖。八つの頭と自在に動く八つの尾を持ち、その体は鳥髪峰を覆うほど巨大。水の性を持つ蛇神で、嵐を起こし、大蛇が降らせる雨は自身の毒血。荒魂や珂神比古と呼ばれることもある。九番目の頭は、九流の一族の王である祭祀王の体に入り込み、人間の形をとって九流の一族を従える。真鉄たちによって持ち出された額の鱗と風音の血によって復活し、完全に復活するための生贄として彰子を望むものの昌浩によって阻まれる。
妖狼（ようろう）
八岐大蛇を崇める九流の一族に仕える妖。見た目は大きめの狼で人語を話す事が出来る。毛並みの色々はそれぞれ。昔は相当数いたが衰退の一途をたどり、現在ではたゆらしかいない。

### 地名
貴船（きふね）
都の北、日本でも五指にはいる龍神高龗神を祭る貴船神社。一度、異邦の妖異に占拠され宮司ともども皆殺しにされたこともある。貴船の周りには、高龗神の力による強靭な結界が張られており、智鋪の宗主と窮奇を除いては一度も破られたことはない。本宮の近くには船の形をした船形岩があり、高龗神が人身を取る際によく座っている。
道反（ちがえし）
出雲にある聖域で、人界と黄泉の国を分かつ千引(ちびき)の岩がある場所。この岩には道反大神が宿り、黄泉の軍勢を防いでいる。聖域には他にも八岐大蛇(ヤマタノオロチ)の呪物が封印されている。
人界と聖域を分ける岩は道反の巫女の、聖域と黄泉を分ける岩は道反大神の力によって守られている。また、聖域と人界では時間の流れ方が若干異なり、聖域の方が遅いようである。
巨椋池（おぐらいけ）
都の南にある大きな池。本編では、窮奇が造り出した異空間の入り口や晴明と天狐凌壽の戦闘場所になったこともある。
菅生（すごう）
神祓衆の住む地。播磨国にあり、さらに隠れ里がある。

### 都関連
陰陽寮（おんみょうりょう）
都の陰陽師達の仕事、および修行・勉学の場。陰陽頭(かみ)、助(すけ)などを頂点として、妖調伏や快癒祈願を主とする陰陽、星読みを主とする天文、作暦を主とする暦にわかれている。それぞれの部署の責任者は博士と呼ばれ、陰陽博士には昌浩の伯父・吉平、天文博士には父・吉昌、暦博士には兄・成親がついている。さらにその下には、陰陽生、天文生、歴生がいる。昌浩の役職である直丁は一番下位にあたる。
晴明の役職、蔵人所陰陽師は陰陽寮とは直接の関わりはない。
清涼殿（せいりょうでん）
内裏の中でも、帝の私生活の場。窮奇の一件で、窮奇配下の妖異に追い詰められた妖が仲間への警告として放った鬼火によって焼失。藤原行成が総責任者となって、再建が進められる。
東三条殿（ひがしさんじょうでん）
藤原道長の本邸にして、彰子の生家。彰子が東三条殿にいた頃は、彰子のいた東北対屋を中心に晴明が何重にも織り成した結界に守られていた。また、西対屋には彰子の弟である鶴が住んでいる。
土御門殿（つちみかどでん）
藤原道長の別邸で、中宮章子が病の療養などの際にここを使っている。東三条殿に比べて結界が非常に弱く、章子が土御門殿にいた時は天狐凌壽や怪僧の侵入を何度か許している。
七条の邸
正月の来客を避けるため彰子が一時的に移動した空き家で、笛竹の君と琴宮の姫の因縁が眠る邸。元は皇族の姫が所有していた邸であるが、姫が亡くなって後三十年近く人は住んでおらず雑鬼達の隠れ家となっていた。そのため人の住めるような状態ではなかったが、彰子の移動に際して昌浩達が手入れした今はかなり快適な邸となっている。
一条戻り橋
車之輔が待機している場所。式に下したものの安倍邸に入ることのできない車之輔について悩んだ昌浩に物の怪が薦めたため、車之輔は夜の散歩に出ない時や寝ている時はここにいる。
かつて人外のものをとにかく恐れた若菜のために、晴明が式を留めておいた場所でもある。

### その他
五十余年前の事件
結果的に紅蓮（騰蛇）が「神将は人を傷つけてはいけない」という理を二度も犯してしまう事になった事件のこと。
55年前、智鋪の宮司が黄泉の封印を破ろうと企んだ。その野望を阻むため、道反の守護妖に助力を請われた晴明は道反に赴いた。ところが、宮司は晴明に同行した晴明の友人・榎岦斎が道反の巫女に心を奪われたのを利用して操り、一度は封印を破りかけるが道反の巫女の捨て身の術によって封印は守られた。岦斎は智鋪の宮司の力を借りて晴明たちを攻撃し、縛魂の術で紅蓮を操り晴明に瀕死の重傷を負わせる。
最悪の間合いで術が解けた紅蓮は晴明の怪我に逆上して岦斎を手にかけてしまう。二度も理を犯したことにより、紅蓮はその後、同胞からも忌み嫌われ、孤独の時を過ごすことになる。また、この時の晴明の怪我を移し身の術を使って肩代わりした天一が生死の境をさ迷ったため、朱雀が移し身の術を嫌がる原因にもなった。
一日一潰れ
大量の雑鬼が、夜警に出てきた昌浩を「孫！」といって一日一回は潰すためにこう呼ばれる。何度も潰されているにもかかわらず昌浩が避けきれたことはない。紅蓮の再生の代償に昌浩が見鬼の才を失った折、「見えない奴を潰すのは仁義に反する」という理由で一度だけ物の怪を昌浩の身代わりに潰したことがある。
颯峰編で昌浩が完全に避けたことから、もう孫は潰さないとし、以降潰していない（潰す機会もない）。

山海経（せんがいきょう）
中国の地理書であり、各地の動植物や怪談、妖異について書かれた実在の書。若き日の晴明が特別の許可をもらって写したものを、現在は昌浩がほとんど私物化している。
右手の引き攣れた傷
彰子が異邦の妖異に連れ去られた際に右手につけられた呪詛のこと。彰子が窮奇の声に応えたときに発動する呪詛であり、窮奇が倒された後も常に陰陽師が側にいなくてはならず、そのため彰子は安倍邸に引き取られることになった。
生涯消えぬ傷ではあるが見鬼にしか見えない。神族には周りにうっすらとまとわりついた影が見える。
上段回し蹴り、延髄切り、延髄切り風味竜巻落とし、雷の舞、あぎと蹴り、脳天直下唐竹割り
紅蓮が変化した姿である物の怪が、対敏次用に編み出した必殺技の数々。どれをとっても一撃で「夢の国」へと旅立つことができるほどの威力らしい。（CD『晴明の孫とその相棒よくある風景』より）
九流
八岐大蛇を崇める一族で、「九流」の名前は出雲の九本の川、すなわち大蛇の八つの頭と珂神比古にやどる九番目の頭を合わせた九本の頭を意味する。一族で力の強い者に珂神比古の名前を与えて祭祀王とし、大蛇の九番目の頭を宿らせる。珂神比古の魂は大蛇の魂が宿った時点で消滅する。かつては、八岐大蛇の力を操ることのできるものが多くいたが、八岐大蛇を退治され周辺との交流を絶ってから次第にその数を減らしていき、現在は比古と真鉄しかいない。
夢殿
夢の中にあるという「もう一つの世界」である。神や死せる者が住むと陰陽道に伝えられ、玉依編で昌浩の心の傷を癒すために彼の夢の中に現われた岦斎は、この「夢殿」と呼ばれる「幽り世（かくりよ）」にいる。
神祓衆（かんばらしゅう）
播磨陰陽師の一族。正確にはいろいろな一族の総称。その中でも小野氏は大きい。ちなみにこの小野氏の先祖は冥府の官吏をやっていた男の傍系。安倍氏も元々はここの出身。
天孤の血を一族に入れようと考え、晴明の父益材が天孤の晶霞と結婚する引き換えに生まれた子を神祓衆の子と結婚させるよう、益材と約定を交わした。その約定は尸櫻編においても有効らしい。
現影（みかげ）
神祓衆の長の家に生まれた者の守り手。一人に付きひとり。螢は夕霧、時守は氷知。
全員が白い髪に赤い瞳をしている。長の家に子供が生まれる数年前に生まれる。
主に向けられた呪詛を代わりに受ける。ただしあまりに強い呪詛を受けると耐えきれずに死んでしまう。現影を失うと主に直接呪詛が向かうようになり、主のほうも弱ってしまう（螢と時守の父がそのために亡くなった）。

## 既刊一覧

### 原作・本編
- 結城光流（著） / あさぎ桜[注 2]（イラスト） / 伊東七つ生[注 3]（イラスト）、角川書店→KADOKAWA〈角川ビーンズ文庫〉、既刊46巻（2019年10月1日現在）
窮奇編（全3巻）
  1. 『少年陰陽師 異邦の影を探しだせ』2002年1月1日初版発行（2001年12月26日発売[20]）、ISBN 4-04-441603-6
    - 角川つばさ文庫版：2009年10月13日発売[21]、ISBN 978-4-04-631049-1
    - 角川文庫版[注 4]：2011年2月25日初版発行（同日発売[22]）、ISBN 978-4-04-441627-0

  2. 『少年陰陽師 闇の呪縛を打ち砕け』2002年5月1日初版発行（4月27日発売[23]）、ISBN 4-04-441604-4
    - 角川つばさ文庫版：2010年3月12日発売[24]、ISBN 978-4-04-631075-0
    - 角川文庫版[注 5]：2011年3月25日発売[25]、ISBN 978-4-04-441627-0

  3. 『少年陰陽師 鏡の檻をつき破れ』2002年8月1日初版発行（7月31日発売[26]）、ISBN 4-04-441605-2
    - 角川つばさ文庫版：2010年8月9日発売[27]、ISBN 978-4-04-631112-2
    - 角川文庫版[注 6]：2011年5月25日発売[28]、ISBN 978-4-04-441627-0

風音編（全4巻）
  1. 『少年陰陽師 禍つ鎖を解き放て』2002年11月1日初版発行（10月31日発売[29]）、ISBN 4-04-441608-7
    - 角川文庫版[注 7]：2011年8月25日発売[30]、ISBN 978-4-04-441627-0

  2. 『少年陰陽師 六花に抱かれて眠れ』2003年2月1日初版発行（1月30日発売[31]）、ISBN 4-04-441609-5
    - 角川文庫版[注 8]：2011年11月25日発売[32]、ISBN 978-4-04-441627-0

  3. 『少年陰陽師 黄泉に誘う風を追え』2003年5月1日初版発行（4月25日発売[33]）、ISBN 4-04-441610-9
    - 角川文庫版[注 9]：2012年2月25日発売[34]、ISBN 978-4-04-441627-0

  4. 『少年陰陽師 焔の刃を研ぎ澄ませ』2003年8月1日初版発行（7月31日発売[35]）、ISBN 4-04-441611-7
    - 角川文庫版[注 10]：2012年5月25日発売[36]、ISBN 978-4-04-441627-0

天狐編（全5巻）
  1. 『少年陰陽師 真紅の空を翔けあがれ』2004年2月1日初版発行（1月30日発売[37]）、ISBN 4-04-441613-3
    - 角川文庫版[注 11]：2013年1月25日発売[38]、ISBN 978-4-04-441627-0

  2. 『少年陰陽師 光の導を指し示せ』2004年6月1日初版発行（5月29日発売[39]）、ISBN 4-04-441614-1
    - 角川文庫版[注 12]：2013年4月25日発売[40]、ISBN 978-4-04-441627-0

  3. 『少年陰陽師 冥夜の帳を切り開け』2004年10月1日初版発行（9月30日発売[41]）、ISBN 4-04-441615-X
    - 角川文庫版[注 13]：2013年7月25日発売[42]、ISBN 978-4-04-441627-0

  4. 『少年陰陽師 羅刹の腕を振りほどけ』2005年1月1日初版発行（2004年12月28日発売[43]）、ISBN 4-04-441616-8
    - 角川文庫版[注 14]：2013年11月22日発売[44]、ISBN 978-4-04-441627-0

  5. 『少年陰陽師 儚き運命をひるがえせ』2005年7月1日初版発行（6月30日発売[45]）、ISBN 4-04-441618-4
    - 角川文庫版[注 15]：2014年2月25日発売[46]、ISBN 978-4-04-441627-0

珂神編（全5巻）
  1. 『少年陰陽師 いにしえの魂を呼び覚ませ』2006年1月1日初版発行（2005年12月28日発売[47]）、ISBN 4-04-441620-6
  2. 『少年陰陽師 妙なる絆を掴みとれ』2006年7月1日初版発行（6月30日発売[48]）、ISBN 4-04-441622-2
  3. 『少年陰陽師 真実を告げる声を聞け』2006年10月1日初版発行（9月30日発売[49]）、ISBN 4-04-441623-0
  4. 『少年陰陽師 嘆きの雨を薙ぎ払え』2007年2月1日初版発行（1月31日発売[50]）、ISBN 978-4-04-441624-9
  5. 『少年陰陽師 果てなき誓いを刻み込め』2007年7月1日初版発行（6月30日発売[51]）、ISBN 978-4-04-441627-0

玉依編（全5巻）
  1. 『少年陰陽師 数多のおそれをぬぐい去れ』2008年2月1日初版発行（1月31日発売[52]）、ISBN 978-4-04-441629-4
  2. 『少年陰陽師 愁いの波に揺れ惑え』2008年6月1日初版発行（5月31日発売[53]）、ISBN 978-4-04-441630-0
  3. 『少年陰陽師 刹那の静寂に横たわれ』2008年8月1日初版発行（同日発売[54]）、ISBN 978-4-04-441631-7
  4. 『少年陰陽師 迷いの路をたどりゆけ』2008年10月1日初版発行（9月30日発売[55]）、ISBN 978-4-04-441632-4
  5. 『少年陰陽師 彼方のときを見はるかせ』2009年2月1日初版発行（1月31日発売[56]）、ISBN 978-4-04-441633-1

颯峰編（全4巻）
  1. 『少年陰陽師 嵐の剣を吹き降ろせ』2009年6月1日初版発行（5月30日発売[57]）、ISBN 978-4-04-441634-8
  2. 『少年陰陽師 祈りの糸をより結べ』2009年10月1日初版発行（9月30日発売[58]）、ISBN 978-4-04-441635-5
  3. 『少年陰陽師 まだらの印を削ぎ落とせ』2010年1月1日初版発行（2009年12月26日発売[59]）、ISBN 978-4-04-441636-2
  4. 『少年陰陽師 千尋の渦を押し流せ』2010年4月1日初版発行（3月31日発売[60]）、ISBN 978-4-04-441637-9

籠目編（全5巻）
  1. 『少年陰陽師 夕べの花と散り急げ』2010年9月1日初版発行（8月31日発売[61]）、ISBN 978-4-04-441640-9
  2. 『少年陰陽師 仄めく灯とひた走れ』2011年2月1日初版発行（1月29日発売[62]）、ISBN 978-4-04-441643-0
  3. 『少年陰陽師 さやかの頃にたちかえれ』2011年6月1日初版発行（5月31日発売[63]）、ISBN 978-4-04-441647-8
  4. 『少年陰陽師 願いの証に思い成せ』2011年10月1日初版発行（9月30日発売[64]）、ISBN 978-4-044-41649-2
  5. 『少年陰陽師 朝の雪と降りつもれ』2012年2月1日初版発行（1月31日発売[65]）、ISBN 978-4-04-100160-8

尸櫻編（全5巻）
  1. 『少年陰陽師 ひらめく欠片に希え』2012年7月1日初版発行（6月30日発売[66]）、ISBN 978-4-04-100368-8
  2. 『少年陰陽師 こぼれる滴とうずくまれ』2012年10月1日初版発行（9月29日発売[67]）、ISBN 978-4-04-100506-4
  3. 『少年陰陽師 うごもつ蔽いに捧げもて』2013年3月1日初版発行（2月28日発売[68]）、ISBN 978-4-04-100728-0
  4. 『少年陰陽師 慄く瞳にくちずさめ』2013年6月1日初版発行（同日発売[69]）、ISBN 978-4-04-100869-0
  5. 『少年陰陽師 かなしき日々に咲き遺れ』2013年10月1日初版発行（同日発売[70]）、ISBN 978-4-04-101030-3

道敷編（全5巻）
  1. 『少年陰陽師 招きの音に乱れ飛べ』2014年7月1日初版発行（同日発売[71]）、ISBN 978-4-04-101661-9
  2. 『少年陰陽師 こごりの囲にもの騒げ』2014年10月1日初版発行（同日発売[72]）、ISBN 978-4-04-101662-6
  3. 『少年陰陽師 留めの底にわだかまれ』2015年3月1日初版発行（同日発売[73]）、ISBN 978-4-04-101663-3
  4. 『少年陰陽師 朽木のひずみに群れ集え』2015年7月1日初版発行（同日発売[74]）、ISBN 978-4-04-103019-6
  5. 『少年陰陽師 かたしろの翅を繰り紡げ』2015年11月1日初版発行（同1日発売[75]）、ISBN 978-4-04-103020-2

厳霊編（既刊5巻）
  1. 『少年陰陽師 境の岸辺に甦れ』2016年11月1日初版発行（同日発売[76]）、ISBN 978-4-04-104723-1
  2. 『少年陰陽師 こたえぬ背に哭き叫べ』2017年4月1日初版発行（同日発売[77]）、ISBN 978-4-04-105412-3
  3. 『少年陰陽師 けがれの汀で恋い慕え』2017年10月1日初版発行（同日発売[78]）、ISBN 978-4-04-105626-4
  4. 『少年陰陽師 おどみの殿でこころざせ』2018年10月1日初版発行（同日発売[79]）、ISBN 978-4-04-105628-8
  5. 『少年陰陽師 まじなう柱に忍び侘べ』2019年10月1日初版発行（同日発売[80]）、ISBN 978-4-04-108449-6

### 原作・番外編短編集
- 結城光流（著） / あさぎ桜[注 16]（イラスト） / 伊東七つ生[注 17]（イラスト）、角川書店→KADOKAWA〈角川ビーンズ文庫〉、既刊7巻（2016年8月1日現在）
  - 『少年陰陽師 うつつの夢に鎮めの歌を』2003年10月1日初版発行（9月30日発売[81]）、ISBN 4-04-441612-5
  - 『少年陰陽師 其はなよ竹の姫のごとく』2005年10月1日初版発行（9月30日発売[82]）、ISBN 4-04-441619-2
  - 『少年陰陽師 思いやれども行くかたもなし』2007年10月1日初版発行（9月29日発売[83]）、ISBN 978-4-04-441628-7
  - 『少年陰陽師 御厳の調べに舞い踊れ』2010年7月1日初版発行（6月30日発売[84]）、ISBN 978-4-04-441639-3
  - 『少年陰陽師 夢見ていられる頃を過ぎ』2014年4月1日初版発行（同日発売[85]）、ISBN 978-4-04-101311-3
  - 『少年陰陽師 そこに、あどなき祈りを』2016年7月1日初版発行（同日発売[86]）、ISBN 978-4-04-103021-9
  - 『少年陰陽師 いつか命の終わる日が』2016年8月1日初版発行（同日発売[87]）、ISBN 978-4-04-103944-1

### 原作・外伝
- 結城光流（著） /あさぎ桜（イラスト） 『少年陰陽師外伝 翼よいま、天へ還れ』 角川書店〈角川ビーンズ文庫〉、2007年5月1日初版発行（4月28日発売[88]）、ISBN 978-4-04-441625-6

### 原作・現代編
- 結城光流（著） / 伊東七つ生（イラスト） 『少年陰陽師 現代編』 KADOKAWA〈角川ビーンズ文庫〉、既刊2巻（2018年12月1日現在）
  1. 『少年陰陽師 現代編・近くば寄って目にも見よ』2017年11月1日初版発行（同日発売[89]）、ISBN 978-4-04-105627-1
  2. 『少年陰陽師 現代編・遠の眠りのみな目覚め』2018年12月1日初版発行（同日発売[90]）、ISBN 978-4-04-107511-1

### アンソロジー寄稿
- 『初恋ストーリーズ キュンとしちゃう、5つのLOVE語』2011年11月10日発売[91]、ISBN 978-4-04-631186-3

### 関連書籍
- 『あさぎ桜画集 少年陰陽師』2010年9月1日初版発行（8月30日発売[92]）、ISBN 978-4-04-854513-6
- 『少年陰陽師で古文が面白いほど身につく本』2013年4月11日発売[93]、ISBN 978-4-80-614726-8

## テレビアニメ
アニメーション制作はスタジオディーン。全26話。キャストについては少年陰陽師の登場人物の項目を参照。

### スタッフ
- 原作 - 結城光流[94]
- 監督 - 森邦宏[5]
- シリーズ構成 - 浅川美也[5]
- キャラクター原案 - あさぎ桜[94]
- キャラクターデザイン - 田頭しのぶ[5]
- プロップデザイン - 小坂知
- 総作画監督 - 堀越久美子（8話、22話、25話、26話を除く）
- 美術監督 - 小山俊久[5]
- 色彩設計 - 北爪英子[94]
- 撮影監督 - 川口正幸[94]
- 編集 - 松村正宏[94]
- 録音監督 - 本山哲[5]
- 音楽 - 中川孝[5]
- 音楽プロデューサー - 吉川明[94]、矢部敦志[94]、川村和義[94]
- プロデューサー - シバタミツテル[94]、西川路健太[94]、小川泰之[94]、日向泰隆[94]
- アニメーションプロデューサー - 浦崎宣光[94]
- アニメーション制作 - スタジオディーン[5]
- 製作 - 少年陰陽師製作委員会

### 主題歌
オープニングテーマ「笑顔の訳」
作詞 - いとうゆうこ / 作曲・コーラスアレンジ - 梶浦由記 / 編曲 - HΛL / 歌 - 引田香織
エンディングテーマ「約束」
作詞・作曲 - 広田由佳 / 編曲 - 松浦晃久 / 歌 - 木氏沙織
最終話エンディングテーマ「六等星」
作詞 - U-ka / 作曲 - 榎本太己 / 編曲 - rhythnic bird / 歌 - 安倍昌浩（甲斐田ゆき）

### 評価
「2006年度読者が選ぶアニメキャラ大賞」では新人賞で安倍昌浩が7位を獲得している。

### 各話リスト
| 話数   | サブタイトル                                         | 脚本     | 絵コンテ                             | 演出            | 作画監督                     |
| ------ | ---------------------------------------------------- | -------- | ------------------------------------ | --------------- | ---------------------------- |
| 窮奇編 |                                                      |          |                                      |                 |                              |
| 1      | この少年、晴明の後継につき                           | 浅川美也 | 森邦宏                               | 山田弘和        | 番由紀子 江森真理子          |
| 2      | 逢魔（おうま）が時（どき）に内裏（だいり）燃ゆ       | 待田堂子 | 紅優                                 | 岡嶋国敏        | 星野真澄                     |
| 3      | 闇に怯える声をきけ                                   | 山口伸明 | 喜多谷充                             | 高田昌宏        | 浅井昭人                     |
| 4      | 異邦の影を探しだせ                                   | 吉村清子 | 青木新一郎                           | 青木新一郎      | 服部憲知                     |
| 5      | 猛る妖異を退けろ                                     | 浅川美也 | 高本宣弘                             | 吉田俊司        | 浅井昭人 服部憲知 星野真澄   |
| 6      | 夜陰に浮かぶ兆しを掴め                               | 浅川美也 | 笹木信作                             | うえだしげる    | 番由紀子                     |
| 7      | 彼方に手繰る女の念（おも）い                         | 浅川美也 | 鎌倉由実                             | 開祐二          | 原田峰文 能條理行 新井淳     |
| 8      | 貴船に響く怨嗟を止めろ                               | 山口伸明 | ほしかわたかふみ 高田昌宏 五十嵐達矢 | 高田昌宏        | 徳田夢之介                   |
| 9      | 闇の呪縛を打ち砕け                                   | 吉村清子 | 飛鳥京作                             | 岡嶋国敏        | 服部憲知                     |
| 10     | 淡き願いに応（いら）えの声を                         | 待田堂子 | 高本宣弘                             | 飯村正之        | 新井淳 原田峰文              |
| 11     | 誓いの刻印（しるし）を胸に抱け                       | 吉村清子 | 五十嵐達矢                           | 五十嵐達矢      | 南伸一郎                     |
| 12     | 鏡の檻をつき破れ                                     | 山口伸明 | 下田正美 森邦宏                      | 吉田俊司        | 青木真理子 浅井昭人          |
| 風音編 |                                                      |          |                                      |                 |                              |
| 13     | 辻風が運ぶ禍歌                                       | 浅川美也 | 藤原良二                             | 高田昌宏        | 番由紀子                     |
| 14     | 満ちた月が欠けるが如く                               | 西園悟   | 山田弘和                             | 山田弘和        | 服部憲知                     |
| 15     | 禍つ鎖を解き放て                                     | 待田堂子 | 西村純二                             | 土屋浩幸        | 波風立流 高橋敦子 村上勉     |
| 16     | 古き影は夜に迷い                                     | 吉村清子 | 青木新一郎                           | 小倉宏文        | 南伸一郎                     |
| 17     | 六花に抱（いだ）かれて眠れ                           | 山口伸明 | 五十嵐達矢                           | 五十嵐達矢      | 浅井昭人                     |
| 18     | その理由は誰知らず                                   | 浅川美也 | 高本宣弘                             | 吉田俊司        | 青木真理子                   |
| 19     | 北辰に翳りさす時                                     | 西園悟   | 藤原良二                             | 高田昌宏        | 服部憲知                     |
| 20     | 黄泉に誘（いざな）う風を追え                         | 山口伸明 | 青木新一郎                           | 土屋浩幸        | 番由紀子                     |
| 21     | 罪の焔に絆絶え                                       | 吉村清子 | 五十嵐達矢                           | 五十嵐達矢      | 杉本光司                     |
| 22     | すべては巫女の御為に                                 | 待田堂子 | 笹木信作                             | 吉田俊司        | 徳田夢之介                   |
| 23     | 軻遇突智（かぐつち）の焔（ほのお）は厳（おごそ）かに | 西園悟   | 西村純二                             | 山田弘和        | 高橋敦子                     |
| 24     | 黄昏の風、暁の瞳                                     | 吉村清子 | 藤原良二                             | 高田昌宏        | 山崎輝彦 杉本光司            |
| 25     | 禍気の渦に伊吹舞う                                   | 山口伸明 | 青木新一郎 森邦宏                    | 土屋浩幸 森邦宏 | 堀越久美子 高橋敦子 服部憲知 |
| 26     | 焔の刃を研ぎ澄ませ                                   | 浅川美也 | 五十嵐達矢                           | 五十嵐達矢      | 田頭しのぶ                   |

### 放送局
| 放送地域   | 放送局     | 放送期間                      | 放送日時                                | 放送区分       | 備考                                |
| ---------- | ---------- | ----------------------------- | --------------------------------------- | -------------- | ----------------------------------- |
| 近畿広域圏 | 関西テレビ | 2006年10月3日 - 2007年3月27日 | 火曜 26:15 - 26:45 ↓ 火曜 26:30 - 27:00 | フジテレビ系列 |                                     |
| 千葉県     | チバテレビ | 2006年10月4日 - 2007年3月26日 | 水曜 25:30 - 26:00                      | 独立UHF局      |                                     |
| 埼玉県     | テレ玉     | 2006年10月4日 - 2007年3月26日 | 水曜 26:00 - 26:30                      | 独立UHF局      |                                     |
| 神奈川県   | tvk        | 2006年10月7日 - 2007年3月31日 | 土曜 25:00 - 25:30                      | 独立UHF局      |                                     |
| 中京広域圏 | 東海テレビ | 2006年11月2日 - 2007年5月10日 | 木曜 27:27 - 27:57                      | フジテレビ系列 |                                     |
| 日本全域   | AT-X       | 2007年1月19日 - 7月13日       | 金曜 10:00 - 10:30                      | CS放送         | リピート放送あり 「アニメ女子部枠」 |

### 関連書籍（テレビアニメ）
- 『少年陰陽師動画之書 Animation Book』2007年5月17日発売[96]、ISBN 978-4-04-854102-2

## ゲーム
『少年陰陽師 翼よいま、天（そら）へ還れ』のタイトルで、2007年7月19日に発売された。対応機種は、PS2で、複数エンディングありの伝奇アドベンチャーゲームである。また、本作オリジナルキャラクターも登場する。ストーリーは、本編の窮奇編と風音編の間の話であるとされる。オリジナルキャラクターおよびメインキャラクターの紹介は少年陰陽師の登場人物を参照。また、ゲームを元にした外伝小説も刊行されている。
ファミ通クロスレビューでは6、6、7、6の25点。レビュアーはテンポがよく主要キャラクター全員分のエンディングがある、用語解説機能があるのがいいとした一方、システムや戦闘がオーソドックスでよくあるアドベンチャーゲームと変わらない、戦闘が頻繁にあるためもう少し楽しめる要素がほしかった、演出が地味とした。

### 登場人物（ゲーム）
鳴蛇（めいだ）
声 - 速水奨
異国から渡来してきた青年。冷静沈着かつ、普段は穏やかな物腰だが、内面には冷酷さを秘めている。本性は山海経にも出ている妖。
越影（えつえい）
声 - 水島大宙
同じく異国から渡来。寡黙で慎重な性格。どこか儚げな雰囲気を持つ。長く癖のない銀髪をもつ青年の姿を取るが、本性は黒い毛並みの天馬（たてがみは銀）。昌浩が持っていた伽羅の匂い袋（彰子が作ったもの）の香りがきっかけで正気に戻り、嶺奇が作った異界に乗り込んできた昌浩たちをかばって平安京へ運び、命を落とす。自分達が嶺奇に操られた経緯と「翻羽を元に戻す」という願いを死ぬ間際に昌浩たちに伝えた。
翻羽（ほんう）
声 - 岸尾大輔
鳴蛇、越影と共に異国から渡来。感情の起伏が激しく、考えるよりも体を動かす方が好きな性格。終盤で彼も正気に戻る。また、自分の気に入った者には面倒見の良い面を見せる。黒く短い髪をもつ青年の姿を取るが、本性は銀色の毛並みの天馬でたてがみは黒。
踰輝（ゆき）
声 - 小林沙苗
翻羽の妹で天馬一族の姫。自分が殺された後、嶺奇に操られる可能性があった兄・翻羽と恋人・越影が伽羅の香りをきっかけとして正気に戻れるよう、天馬の最期の力で術を施した。彰子と雰囲気が似ているらしい。
嶺奇（りょうき）
声 - 若本規夫
窮奇の弟。窮奇がかつて自分に施した封印を破るべく、昌浩と彰子を狙う。かつて天馬の一族を襲撃した際、もっとも強力な力を持っていた翻羽の妹を、封印を解くための贄とすべくなぶり殺しにした上、妹を守りきれなかった後悔を抱えた翻羽と妹の恋人だった越影を、傀儡（くぐつ）の術で操って仲間にしていた。その全力は、窮奇でも太刀打ちできないほどに強力なため、ひそかに封印の術が施され、かつ保険として隠し呪詛が仕込まれていたほどである。

### 主題歌（ゲーム）
オープニングテーマ「ENISHI」
作詞・作曲 - Ryo / 編曲・歌 - AciD FLavoR
エンディングテーマ「Beside You」
作詞・作曲 - Ryo / 編曲 - AciD FLavoR、田口俊 / 歌 - AciD FLavoR

## 舞台

### 歌絵巻
2007年10月4日から8日に東京・池袋のサンシャイン劇場にて、ミュージカル『少年陰陽師 ＜歌絵巻＞ ―この少年、晴明の後継につき―』が4日間連続で開催。ストーリー、キャスト共に舞台オリジナルとなる。

#### 舞台版キャスト（歌絵巻）
メインキャラクター
- 安倍昌浩 - 植田圭輔
- もっくん - 服部杏奈
- 藤原彰子 - 船越真美子
- 紅蓮 - 寿里
- 青龍 - 小林一徳
- 六合 - 水田航生
- 安倍晴明 - 坂田直貴
- 一つ鬼 - いち

オリジナルキャラクター
＜昌浩の先輩陰陽師＞
- 東山竹人 - 内藤大希
- 崎野川甲陽 - 渡辺大貴

＜安倍一族に復讐を誓う神楽党＞
- 神楽如風 - 篠田光亮
- 神楽大元 - YOH
- 神楽甲陣 - 中村誠治郎
- 神楽顕妙 - 丹内英暢
- 神楽波全 - 根本正勝
- 大怨霊 - 大至
- 沙耶子 - 船越英里子
- 睦月 - 星奈々

#### 舞台版スタッフ（歌絵巻）
- 原案：ＴＶアニメーション『少年陰陽師』より
- 原作：結城光流（角川ビーンズ文庫）
- キャラクター原案：あさぎ桜
- 脚本・演出：藤森一朗（Air studio）
- 音楽監督：山下透
- 音楽：山下透、土屋陽輔（ATOMIC TORNADO）
- 美術：土岐研一
- 舞台監督：熊谷豪（Air studio）
- 照明：宇野和義
- 音響：川西秀一
- 衣裳：アトリエ永田（永田光枝）、atelier hilo（屋島裕樹）
- ヘアメイク：緒方加代子
- 演出助手：小林秀平（Air studio）
- プロデューサー：神田富雄（トライアングル）、沢登昌樹（ムービックプロモートサービス）
- アシスタントプロデューサー：杉田智彦（ムービックプロモートサービス）、小野奈緒（ムービックプロモートサービス）
- 制作：たかはらしゅんじ（Air studio）
- 主催：少年陰陽師公演事務局
- 協賛：セキスイハイム・オリンピックグループ・コスモ石油・フロントメディア
- 協力：角川ビーンズ文庫編集部・少年陰陽師製作委員会・アルゴ公演事務局
- 制作：Air studio・ムービックプロモートサービス・トライアングル
- 運営：東京音協

### 現代編
2020年2月22日から3月1日に東京の築地本願寺ブディストホールにて、『舞台「少年陰陽師 現代編・遠の眠りのみな目覚め」』が9日間連続で開催。同名タイトルの原作エピソードの舞台化。

#### 舞台版キャスト（現代編）
- 安倍昌浩 - 堀之内仁
- 騰蛇 - 輝海
- 青龍 - 松田裕
- 藤原彰子 - 高橋希来
- 安倍晴明 - 和泉元彌
- 小野螢 - 稲荷鈴凛 / 橘咲希（Wキャスト）
- 九流比古 - 植田慎一郎
- 六合 - 星達也
- 勾陣 - あさおか倖
- 太陰 - 西野亜弥 / すなちまゆ（Wキャスト）
- 若宮威 - 真田貴裕 / 松田翼（Wキャスト）
- 林田日菜実 - 朝比奈るう / 結城夕夏（Wキャスト）
- 岩本雅也 - 服部武雄 / 帯金遼太（Wキャスト）
- 呪のろわれた大石 - 黒木敦史 / 服部武雄（Wキャスト）
- 双頭の大蛇 - 大川慶吾 & 阿部悠真
- 竹橋ナース - 高橋風香 / 奏（Wキャスト）
- 風間ナース - 堀切紫 / 長谷川小夏（Wキャスト）
- 白いドレスの女 - 高橋茉里奈 / 上村南美（Wキャスト）
- タカオカミの神 - 中川真桜 / 亀田鈴奈（Wキャスト）
- 小池則子 - 松本梨香
- 黒悪霊 - 小杉十郎太

#### 舞台版スタッフ（現代編）
- 原案：「少年陰陽師　現代編・遠の眠りのみな目覚め」（角川ビーンズ文庫）
- 原作：結城光流
- イラストレーション：伊東七つ生
- 脚本：藤原良
- 演出：田中優樹
- 音楽：印南俊太朗
- 美術：高橋佑太郎
- 照明：阿部将之
- 音響：堀江潤
- 衣裳：栗間美江子
- 衣裳制作：市原昌顕
- ヘアメイク：カマタミサキ
- 振付：永田浩司
- 舞台監督：Azuki
- デザイン：中塚健仁
- 制作：加月綠
- 票券：宍戸研介
- ロゴデザイン：須貝美華
- 監修協力：角川ビーンズ文庫編集部
- スーパーバイザー：実川信行（株式会社KADOKAWA）
- 制作プロデューサー：竹内忠宜
- プロデューサー：山川ひろみ
- 企画・統括プロデューサー：戒能章
- 主催・製作：（株）ユーキース・エンタテインメント

## メディアミックス展開

### CD
フロンティアワークス・マリン・エンタテインメントより発売。
- ドラマCD
  - 少年陰陽師 窮奇編 ドラマCD 全3巻 （原作1-3巻）
  - 少年陰陽師 風音編 ドラマCD 全4巻 （原作4-7巻）
  - 少年陰陽師 天狐編 ドラマCD 第1 - 3巻 （原作9-11巻）
  - 少年陰陽師 番外編 ドラマCD 第1巻〜うつつの夢に鎮めの歌を〜 （原作8巻）
- 音楽CD
  - 少年陰陽師 サウンドトラック&ドラマCD 第1巻 （ドラマCDで使用されたBGM + ミニドラマ）
  - 少年陰陽師 キャラクターソング 「風雅に響く詩を聴け」春
  - 少年陰陽師 キャラクターソング 「風雅に響く詩を聴け」夏
  - 少年陰陽師 キャラクターソング 「風雅に響く詩を聴け」秋
  - 少年陰陽師 キャラクターソング 「風雅に響く詩を聴け」冬
  - 少年陰陽師 キャラクターソング 花鳥風月〜残月〜
  - 少年陰陽師 キャラクターソング 花鳥風月〜白夜〜

### コミック
『ザ・ビーンズ』に番外編が、『ビーンズエース』に番外編コミック（作画：あさぎ桜）が連載。
また、2005年8月24日発売の『月刊Asuka』から本作品の漫画が連載された。作画は瀬田ヒナコ。
あさぎ版のコミックは、2010年9月発売の画集に収録されている。
2023年1月4日発売の『ヤングエース』より小説を原作としたコミカライズの連載を開始。作画は空倉シキジが担当。

#### 既刊一覧（コミック）
- 結城光流（原作） / 空倉シキジ（作画） 『少年陰陽師』 KADOKAWA〈角川コミックス・エース〉、既刊5巻（2025年6月4日現在）
  1. 2023年6月2日発売[99]、ISBN 978-4-04-113696-6
  2. 2023年12月4日発売[100]、ISBN 978-4-04-114130-4
  3. 2024年6月4日発売[101]、ISBN 978-4-04-115000-9
  4. 2024年12月4日発売[102]、ISBN 978-4-04-115568-4
  5. 2025年6月4日発売[3]、ISBN 978-4-04-116172-2

### ラジオ
『少年陰陽師のWEBラジオ』（しょうねんおんみょうじのウェブラジオ）は、アニメイトTVにおいて配信されたWEBラジオ番組。
2006年4月から2008年6月26日まで毎週木曜日に配信された『少年陰陽師・彼方に放つ声をきけ〜略して孫ラジ』（しょうねんおんみょうじ・かなたにはなつこえをきけ～りゃくしてまごラジ）及び、2008年7月10日よりリニューアルされ2009年10月まで、第2・第4木曜日に配信されていた『少年陰陽師・陰陽寮 電脳部 放送局～略して孫ラジ』（しょうねんおんみょうじ・おんみょうりょう　でんのうぶ　ほうそうのつぼね～りゃくしてまごラジ）の2番組がある。（2006年12月まではラジオ関西558kHzでも放送していた）

#### 彼方に放つ声をきけ
2006年4月から2008年6月まで毎週木曜日更新で放送された。全114回。
パーソナリティ
- 甲斐田ゆき（安倍昌浩役）
- 小西克幸（紅蓮（騰蛇）役）

ゲスト
- 結城光流（原作者）：2回、79回、114回
- 皆川純子（玄武）：9回、10回
- 野田順子（もっくん）：11回、12回、27回、42・43回（飛び入り参加）、110回、111回、
- 田中理恵（天一）：15回、16回
- 福山潤（藤原敏次）：19回、20回
- 小林沙苗（藤原彰子）：25回、26回、27回、104回、105回
- 高橋広樹（六合）：27回、33回、34回
- 引田香織（OP）：31回
- 木氏沙織（ED）：32回
- 石田彰（若晴明）：35回、36回、86回、87回
- 若本規夫（窮奇）：42回
- 早水リサ（勾陣）：46回、47回、74・75回（飛び入り）、98回、99回
- 今野宏美（太陰）：49回、50回、80回、81回、98回、99回
- 麦人（晴明）：53回、54回
- 中多和宏（白虎）：57回、58回
- 折笠富美子（風音）59回、60回、88回、89回
- 田中敦子（高於）：67回、68回
- 諏訪部順一（榎岦斎）：69回、70回
- 新垣樽助（安倍吉昌）：74回、75回
- 神奈延年（安倍成親）：96回、97回
- 鈴村健一（朱雀）：106回、107回

コーナー
ふつぶみ
ふつおたのコーナー。
こんなときあの方は？
登場人物たちが、「ある問いかけや状況に対してどのように対応するか？」を募集。イントロのミニドラマに採用されることもある。
あたかもシンゴン
- 「チーム甲斐田」（「心言」＝心に残った言葉を募集）
- 「チーム小西」（日常で「真言」のように聞こえてしまった言葉を募集。甲斐田がそれを「真言ぽく」読む）

悩み祓いと神頼み
ちょっとした悩みを募集し、その悩みにランクをつけていく（解決はしない）。
陰陽修行・あれとこれをしろ
原作のサブタイトルにならい、「ミッション」としてどのようにクリアしたかを募集。
○○って言うな！
原作の主人公・昌浩にならい、「○○って言うな!」のように言われたくないことを募集。昌浩（＝甲斐田）が叫んでくれる。
十二神将が○○だったら
リスナーのハガキにより出来たコーナー。十二神将が現代にいたらどんな職業についているかなどを考えて送るコーナーである。職業のみならず、あだなも送られてきた。また、犬に会ったら、お昼のカレーパンが最後の一つでそれを取りあったらなど、状況も送られてきた。
紅蓮・送るな！
ふつぶみにあった「紅蓮」のつく色々なものを紹介するコーナー。
だだしゃべりコーナー
第63回に小西が作った何気ない、くだらない話にコーナー名をつけたもの。
あなたの夢読み
リスナーからの夢を読んで（勝手に）解釈するコーナー。「その夢を詠んでしんぜよう」で始まる。
用語集
式文（しきぶみ）
リスナーから送られてきたハガキ・メールを指す。
矢文（やぶみ）
番組終了間際のお知らせ。初回が早口だったため、この名称がついた。
雑役（ざつえき）
パーソナリティーの甲斐田ゆき、小西克幸のこと。
ラジオCD
放送分のダイジェストに加え、新規録り下ろしによるオリジナルパート・ミニドラマも収録。
CD2枚組で発売。
- ラジオCD 第1巻（第1回～第12回収録）
- ラジオCD 第2巻（第13回～第26回収録）
- ラジオCD 第3巻（第27回～第39回収録）
- ラジオCD 第4巻（第40回～第51回収録）
- ラジオCD 第5巻（第52回～第63回収録）
- ラジオCD 第6巻（第64回～第76回収録）
- ラジオCD 第7巻（第77回～第89回収録）
- ラジオCD 第8巻（第90回～第101回収録）
- ラジオCD 第9巻（第102回～第114回収録）

#### 陰陽寮 電脳部 放送局
2008年7月より2009年10月まで、第2・4木曜日更新で配信されていた。全32回
パーソナリティ
- 甲斐田ゆき（安倍昌浩役）
- 小西克幸（紅蓮（騰蛇）役）

ゲスト
- 森川智之（青龍）：4回、5回
- 高橋広樹（六合）：6回、7回、31回、32回
- 竹内順子（嵬（かい））：10回
- 石田彰  （若晴明）：11回、12回
- 今野宏美（太陰役）：31回、32回

### イベント
2007年5月20日に東京・新宿の東京厚生年金会館にて、『"孫"感謝祭〜風雅に響く詩を聴け〜 朗読ドラマ&トーク&ライブ』が2部制で開催された。この模様は一部が12月7日発売のDVD、ダイジェストがアニメ風音編DVDの特典映像として、収録されている。